# 建築領域中的女性

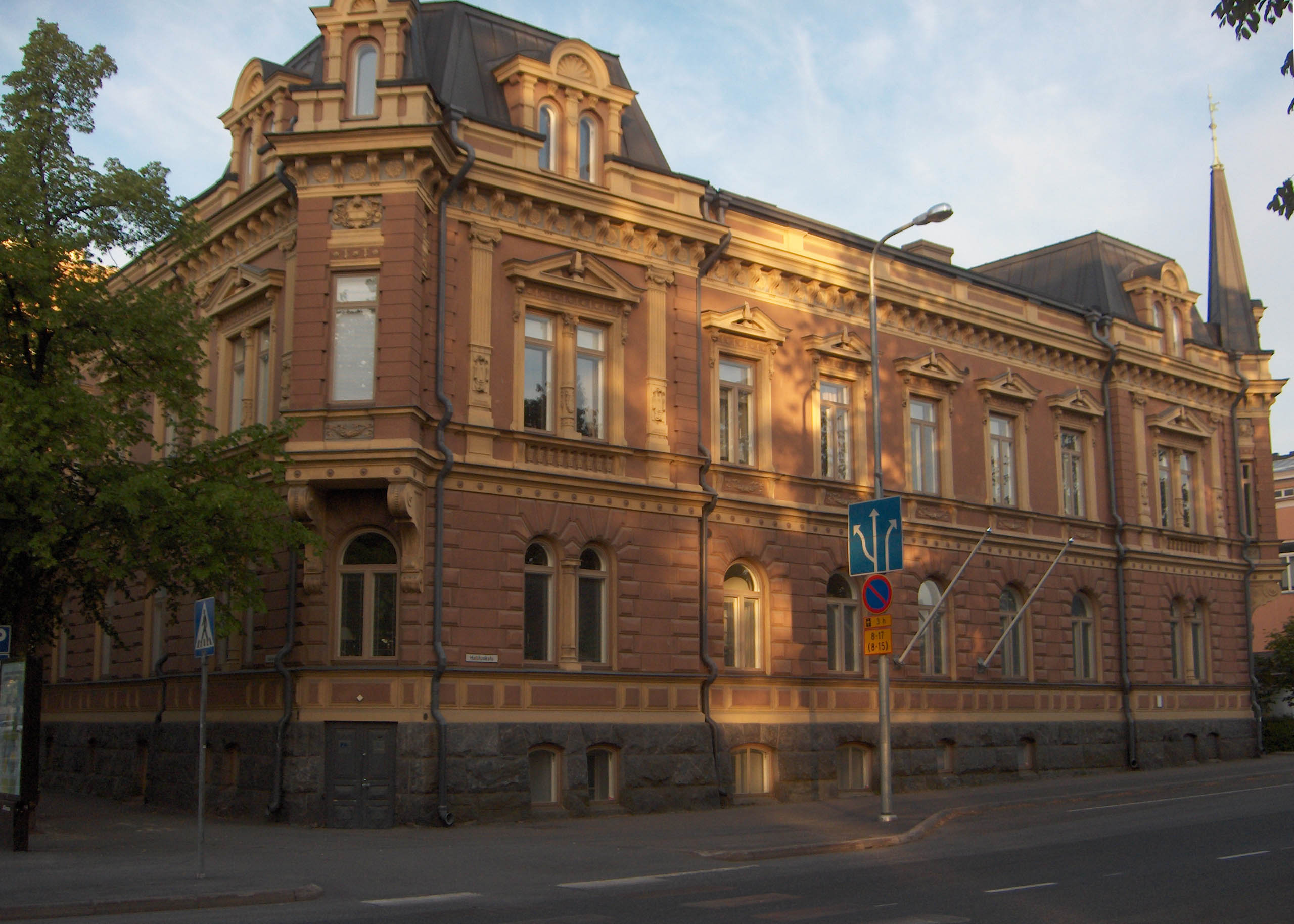
西格内·霍恩堡：芬兰波里的Signelinna（1892年）可能是第一栋由获得认可的女建筑师设计的建筑物。

数世纪以来，建筑学的女性在记载上都是专业（或业余）建筑师、教师或顾客。自从建筑学在1857年演化成职业以后，女性建筑师的人数一直不多。19世纪末，以芬兰为首的一些欧洲建筑学校开始准许女性入读。1980年，生于意大利的玛丽亚·罗萨里亚·皮奥梅利任职紐約市立學院建築學院院長，成为美國第一位建築學院女院長。然而，近年来，随着越来越多女性获得出众成就，女性才开始获得更多人的认可，例如，在2000年后有五位普利兹克建筑奖女得奖者。

## 早期例子
在建筑学发展初期，有两位欧洲女性脱颖而出，诠释了女性在建设或设计建筑物的重要性。在法国，凱薩琳·布里索內（1494–1526年）在卢瓦尔河旁设计了舍農索城堡，并在1513年至1521年间监督建设工作。在她的丈夫加入意大利战争期间，她在生涯中作出了重要的建筑决定。在意大利，普劳蒂拉·布丽奇（1616-1690年）在罗马附近建设小教堂和宫殿，有时候还会与弟弟巴西利奥一起工作。
在英国，有证据表明伊麗莎白·威伯拉罕（1632-1705年）研究了荷兰建筑师彼得·波斯特和意大利建筑师安德烈亚·帕拉弟奥的作品，以及德国的兰茨胡特公寓。她负责设计白金汉郡的沃顿大楼和许多其他建筑物。威伯拉罕不得不雇佣男建筑师监督建设工作。诸如约翰·米勒的史学家的研究表明，她设计了高达400座建筑物，其中有18座伦敦教堂之前被认为是由其学生克里斯多佛·雷恩设计的。
玛丽·汤利（1753-1839年）是英格兰的建筑师，得到画家約書亞·雷諾茲的教导。18世纪晚期，她设计了英格兰东南部拉姆斯蓋特的几座建筑物，包括被誉为建筑瑰宝的汤利大楼。萨拉·洛西（1785-1853年）出生于英格兰，是里厄村的地主。她被描述为无人赏识、有远见卓识的浪漫主义天才、古文物家和建筑师。她最重要的作品是坎布里亞郡的圣玛丽教堂 (里厄)，但她也建设了各种有关的建筑物和纪念碑。

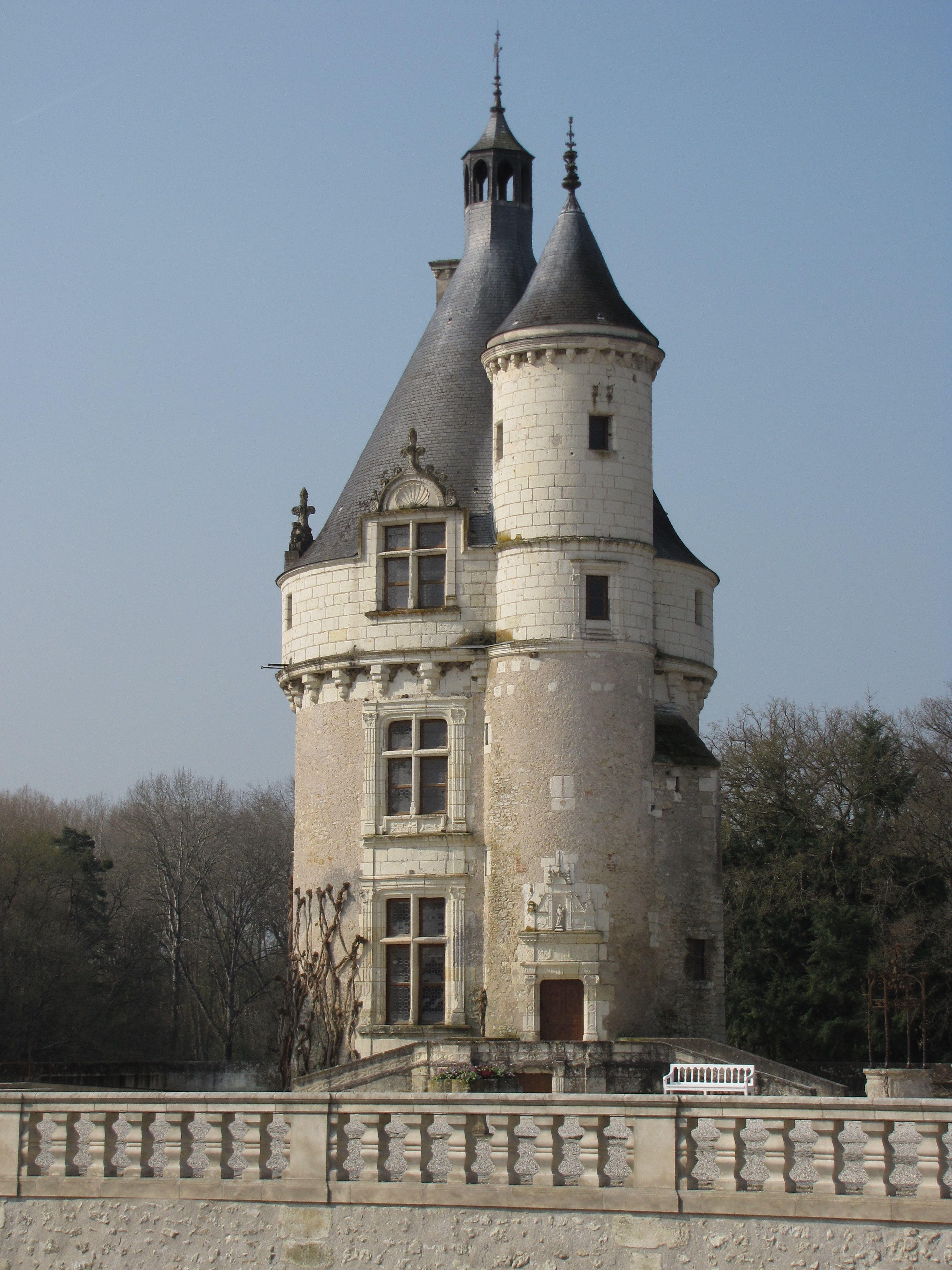
凱薩琳·布里索內：舍農索城堡（1521年）
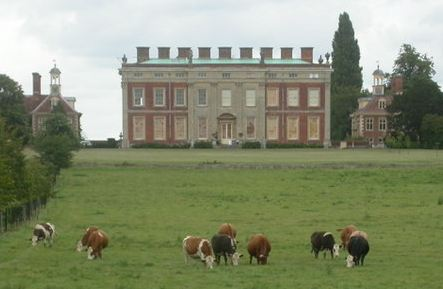
白金汉郡沃顿大楼（英语：Wotton House）（1714年），可能由伊麗莎白·威伯拉罕设计
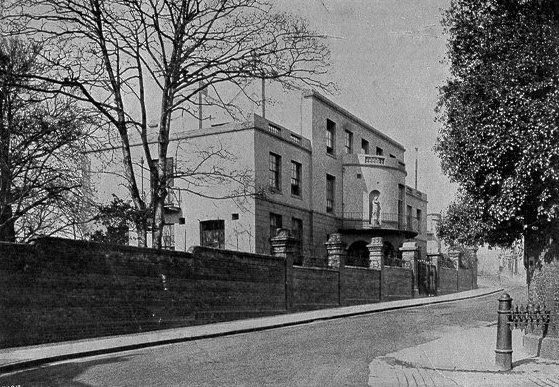
Mary Townley (architect)（英语：玛丽·汤利）：拉姆斯蓋特汤利大楼（1780年）
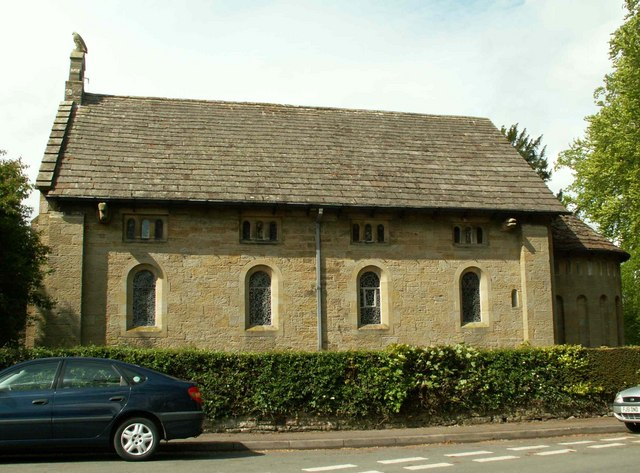
萨拉·洛西：里厄圣玛丽教堂（1842年）

## 現代先驅
還有一位英國女士蘇菲·格雷 (Sophy Gray, 1814-1871) 也不可不提。她的丈夫是 1847 年就任開普敦主教的羅伯特·格雷 (Robert Gray)。她協助丈夫的工作，不僅處理包括管理教區和交際活動在內的各類公務，更設計了至少 35 座在 1848 至 1880 年間完工的南非聖公會教堂。這些教堂都採用她偏愛的哥德復興式風格建造。
約瑟夫·帕里索修女 (Mother Joseph Pariseau, 1823-1902) 是一位法裔加拿大馬車製造商的女兒。她不僅是北美洲最早的女性建築師之一，還是美國西北部的建築先驅。她在 1856 年與四位修女一起從加拿大蒙特婁前往美國華盛頓州溫哥華市宣教。她在溫哥華設計了 11 家醫院、7 所教會學園、5 所為美國原住民兒童開辦的學校和兩所孤兒院。這些建築的分佈區域遍及今天的華盛頓州、奧勒岡州北部、愛達荷州及蒙大拿州。
出生於美國紐約州滑鐵盧 (Waterloo) 的路易絲·布蘭察德·貝屯 (Louise Blanchard Bethune, 1856-1913) 是目前已知的第一位以專業建築師身分執業的美國女性。她在1876 年得到位於紐約州水牛城的理查德·A·韋特 (Richard A. Waite) 和弗蘭克林·威靈頓·考金斯 (F. W. Caulkings) 建築事務所錄用，擔任繪圖員。她在這家事務所工作了五年，證明自己在這個男性主導的行業中也可以有一席之地。然後在 1881 年與同為建築師的丈夫羅伯特·貝屯 (Robert Bethune) 於水牛城開業，為自己贏得了美國第一位專業女性建築師的頭銜。她在 1888 年成為美國建築師學會 (AIA) 的第一位女性副會士，並在 1889 年成為該會的第一位女性會士。 
茱莉亞·摩根 (Julia Morgan, 1872-1957) 是一位美國建築師和工程師。她在漫長而多產的事業生涯中設計了 700 多座位於加州的建築物。其中最著名的作品是位於加州聖西蒙的赫斯特城堡 (Hearst Castle)。摩根是第一位被巴黎國立高等美術學院 (l'École nationale supérieure des Beaux-Arts) 建築系錄取的女性，也是第一位在加州取得建築師執照的女性。她為許多照護婦女及兒童的機構設計其房舍，其中包括基督教女青年會 (YMCA) 和密爾斯學院 (Mills College)。茱莉亞·摩根在 2014 年成為首位獲得美國建築師學會最高榮譽「美國建築師學會金獎」的女性。
另一位美國早期女性執業建築師愛蜜麗·威廉斯 (Emily Williams, 1869-1942) 來自加州北部。她在 1901 年與摯友麗蓮·帕爾默 (Lillian Palmer) 一起搬到舊金山，在加州機械工藝高中 (California High School of Mechanical Arts) 學習製圖。她在帕爾默的鼓勵下建造了許多當地的小屋和房舍，其中一座位於舊金山百老匯大道 1037 號的住宅，該住宅目前是受保護的歷史建築。
希奧黛·波普·李德爾 (Theodate Pope Riddle, 1868-1946) 是康乃狄克州法明頓一個富裕人家的獨生女，她聘請私人教師到家中教她建築。在邁入建築界之初，她會將設計交由麥金、米德與懷特建築師事務所 (McKim, Mead and White) 轉繪成施工圖（像是她的家族地產希爾史第莊園 (Hill-Stead, 1901)），並從中得到這方面的訓練。她是紐約州第一位獲得建築師執照的女性，也是康乃狄克州最早獲得建築執照的幾位女性建築師之一，並在 1926 年成為美國建築師學會會士。
另一位值得注意的早期先驅是約瑟芬·萊特·查普曼 (Josephine Wright Chapman，1867–1943)。查普曼經由擔任見習生學到建築技能，並沒有接受過建築院校的正規專業教育。但是這一點無礙於她從事建築設計，繼而成立自己的事務所。她被視為美國早期最成功的女性建築師之一，作品包括麻薩諸塞州伍斯特市的塔克曼音樂廳 (Tuckerman Hall)。
維吉妮亞·安德萊斯克·哈雷特 (Virginia Andreescu Haret, 1894-1962) 在 1919 年取得建築專業學位，是羅馬尼亞第一位獲得建築專業學位的女性，也是該國第一位擔任建築監察長 (Architectural Inspector General) 職的女性。 畢業後，她先前往義大利深造，返國後在羅馬尼亞國家教育部的技術服務部門工作。她的建築作品涵括學校、公共建築和私人住宅等多種類型。她也曾代表羅馬尼亞出席各類國際會議。
露絲·克勞福德·米契爾 (Ruth Crawford Mitchell, 1890–1984) 致力於提升匹茲堡大學國際學生的權益。她構思、設計並監造了該校教育大樓 (Cathedral of Learning) 的國際教室 (National Rooms)。  
歐麗芙·嘉頓 (Olive Tjaden, 1904-1997) 在 1925 年從康乃爾大學取得建築學士學位。她在美國東北部享有聲譽，也是美國建築師學會多年來的唯一一位女性成員。康乃爾大學校園內有一座以她命名的建築。

伊麗莎白·萊特·英格拉罕 (1922-2013) 是美國建築師法蘭克·洛伊·萊特 (Frank Lloyd Wright) 的孫女、建築師約翰·洛伊·萊特 (John Lloyd Wright) 的女兒。她在科羅拉多泉市設計了約 150 座建築。 

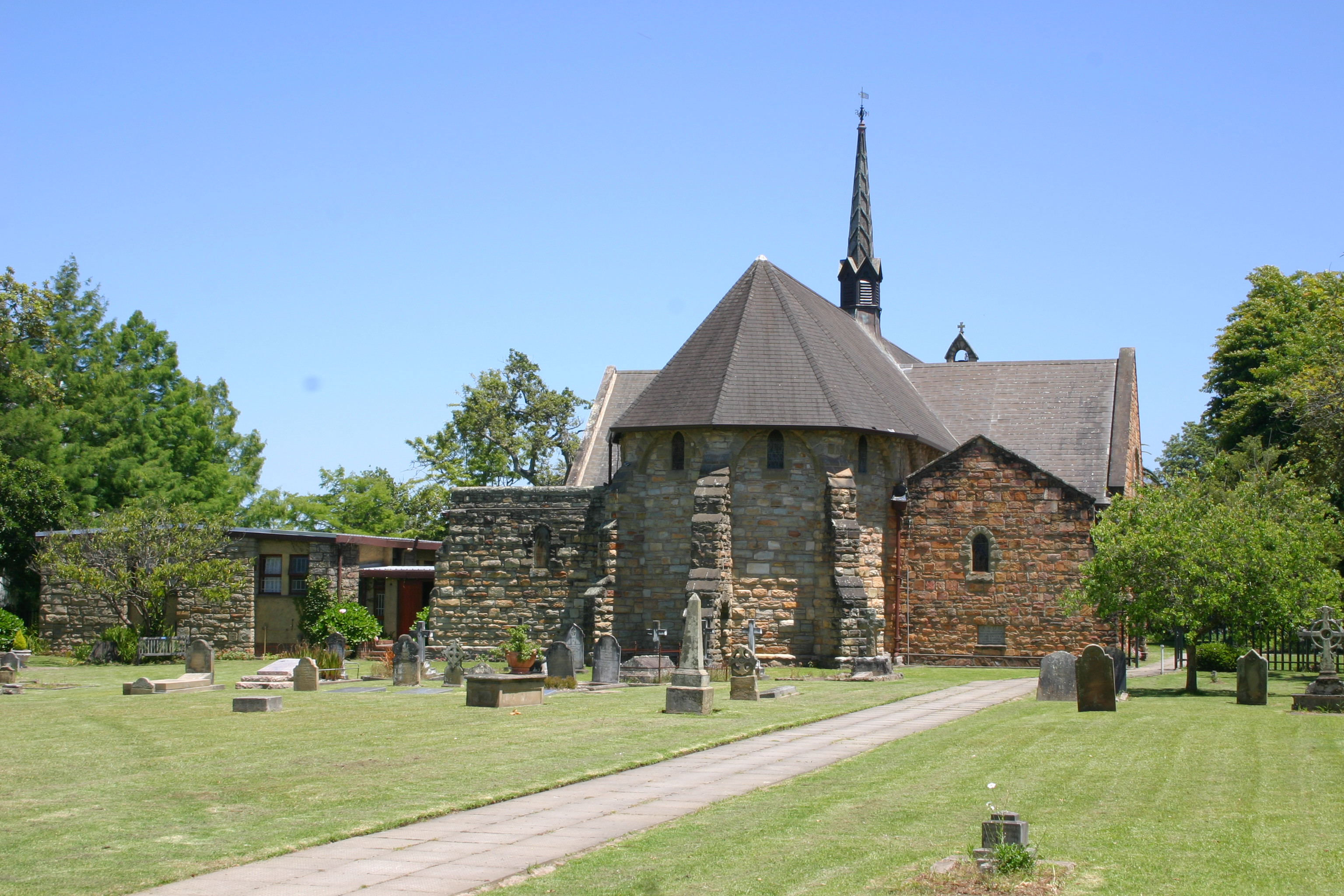
蘇菲·格雷：聖馬可大教堂，位於南非開普敦的喬治市（1849 年）
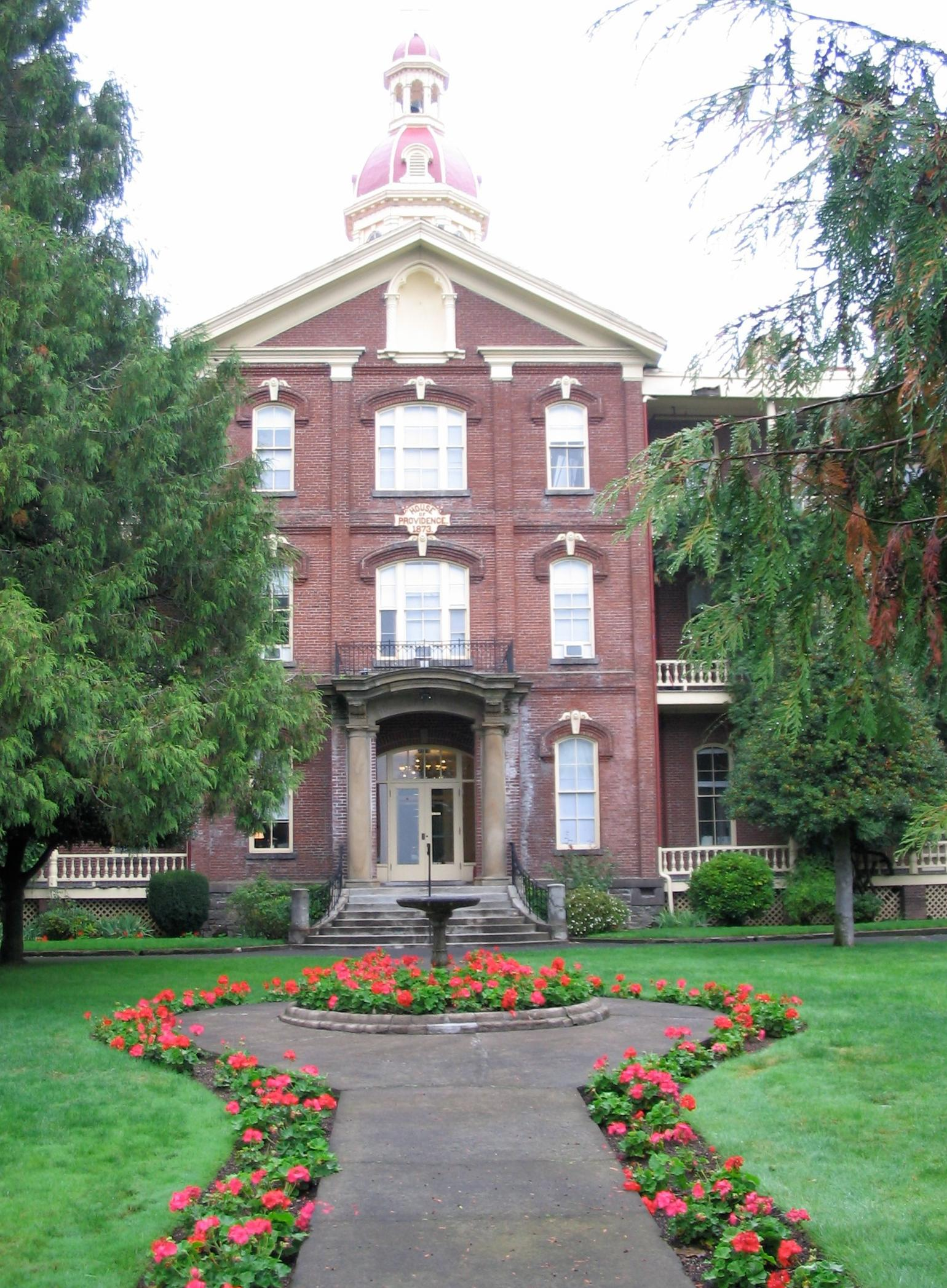
約瑟夫·帕里索修女：天佑學園 (Providence Academy)，位於美國華盛頓州溫哥華市 (1873)
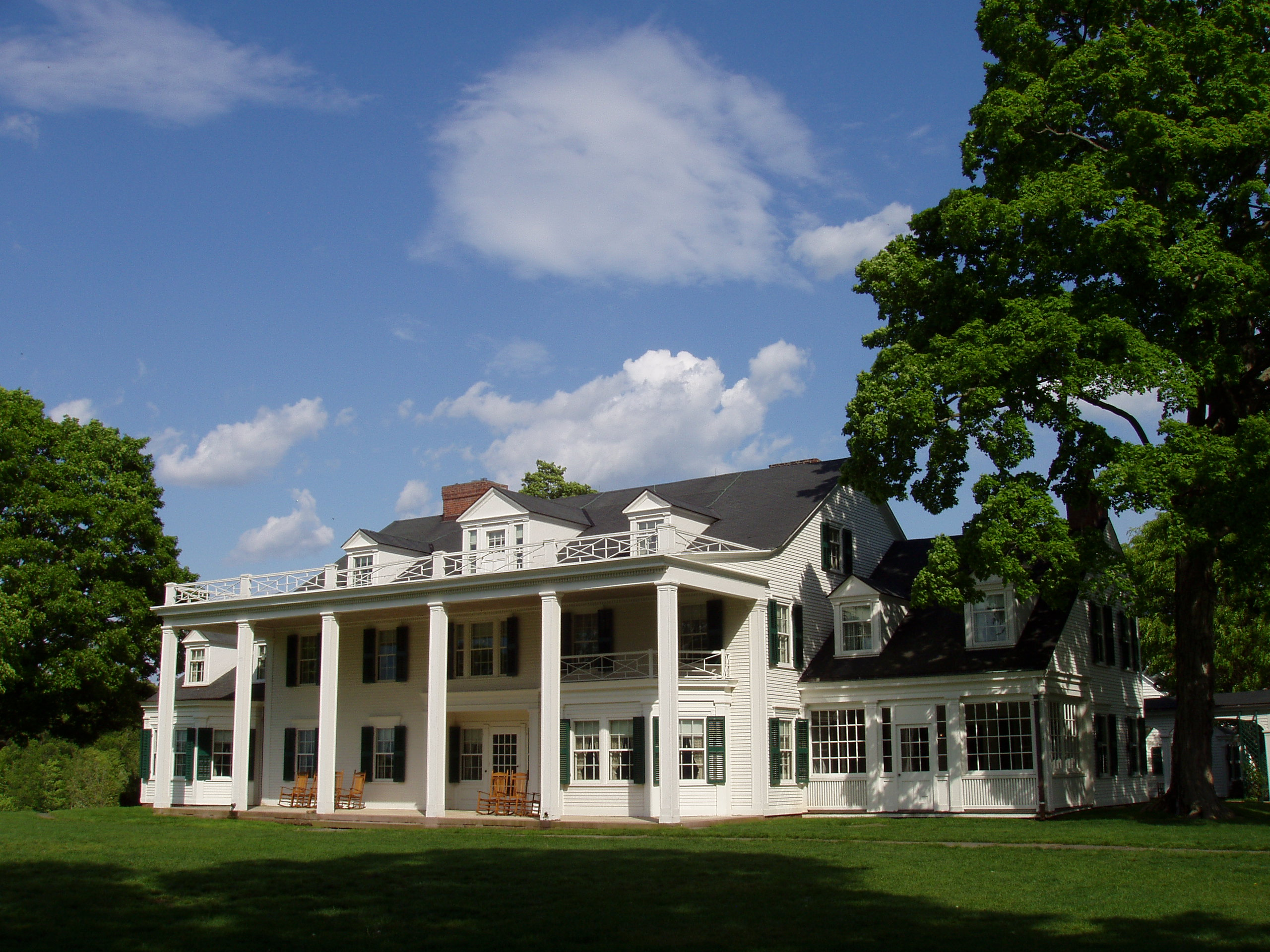
希奧黛·波普·李德爾：希爾史第，位於康乃狄克州法明頓 (1901)
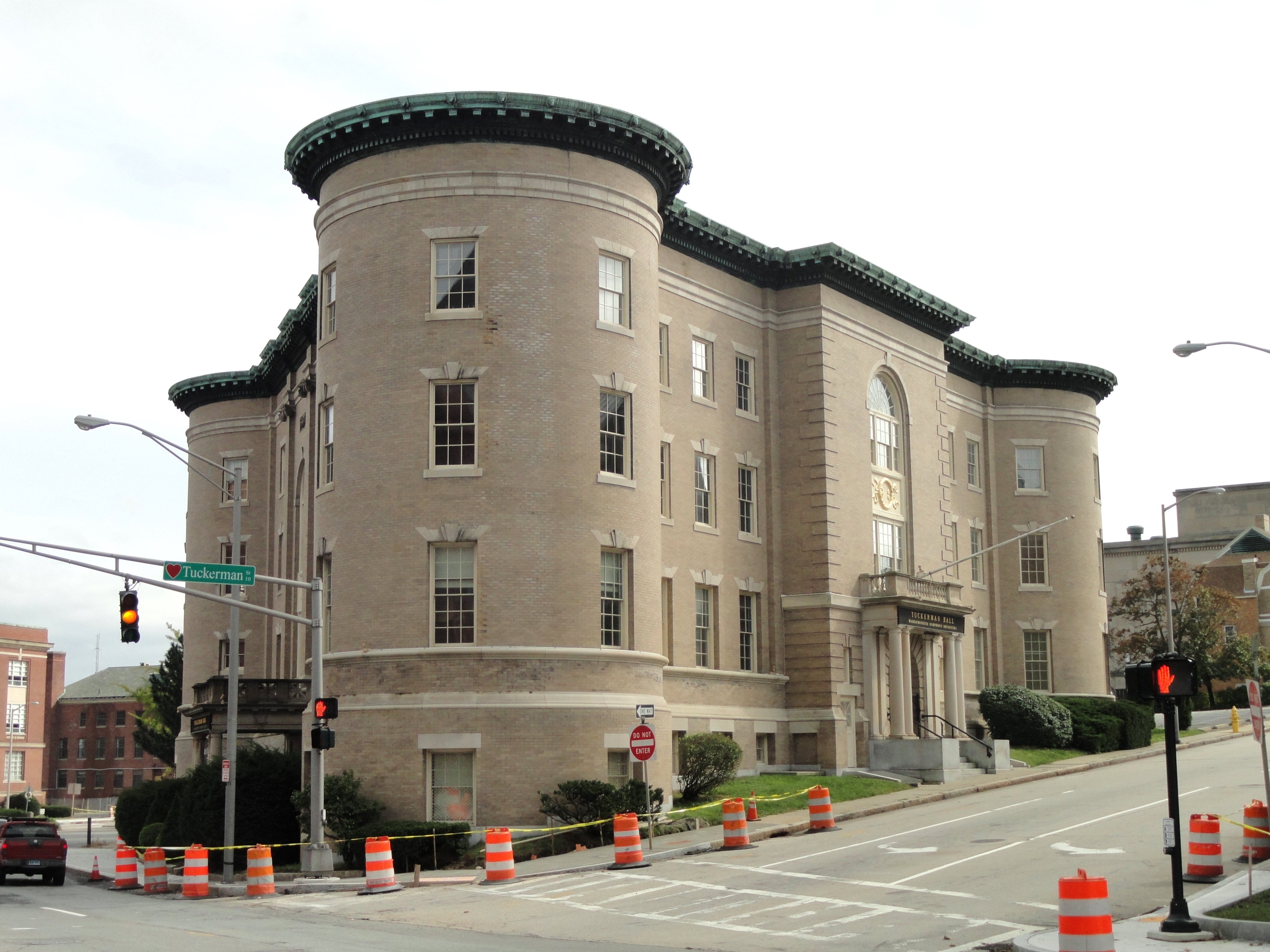
約瑟芬·萊特·查普曼，塔克曼音樂廳，位於麻薩諸塞州伍斯特 (1902)

## 首批獲得建築學位的女性

### 芬蘭
芬蘭是第一個開放女性學習建築並頒發建築學位給女性的國家，雖說在開放之初，女性必須以特殊學生的身分入學。西格内·霍恩堡 (Signe Hornborg, 1862-1916) 是目前已知第一位就讀芬蘭建築院校的女性，她在1888年春進入赫爾辛基理工學院，並在1890年「經特別許可」以建築師身分畢業。然而，她似乎沒有獨立從事建築業務。
其他在1880年代從赫爾辛基理工學院建築系畢業的女性還有Inez Holming、Signe Lagerborg、Bertha Enwald 、Stina Östman 和维薇·勒恩（1872-1966）。维薇·勒恩在1893年至1896年間就讀該校，並成為芬蘭第一位擔任獨立開業建築師的女性。她畢業後不久便接到委託為一所位於坦佩雷的芬蘭語女子學校設計校舍，因而得以成立自己的事務所。她設計過幾座重要的公共建築，包括30多座學校建築。勒恩曾經贏得五項建築競圖，包括1906年的坦佩雷市消防站競圖，在當年能以女性的身分進行這個設計很不尋常。勒恩與芬蘭建築師阿馬斯·林德格倫合作贏得了兩次競圖，和他一起設計了位於赫爾辛基的新學生宿舍 (1910) 和位於塔林的愛沙尼亞劇場 (1913)。索丹屈萊地球物理觀測站 (Sodankylä Geophysical Observatory) 是她的晚期作品，完工年份為1945年。
來自芬蘭奧蘭群島的希爾達·洪格爾（1867-1952）在1891年以特殊學生的身分進入當時只收男學生的赫爾辛基工業學校 (Helsinki Industrial School)。她憑藉著優異的成績在翌年以普通學生的身分為該校錄取，並在 1894 年畢業獲得「營建師」(master builder) 資格。她在奧蘭群島的瑪麗港一帶設計了98座建築物，大部分是採用瑞士裝飾風格的聯棟街屋和農舍。然而，她並沒有取得建築師資格。

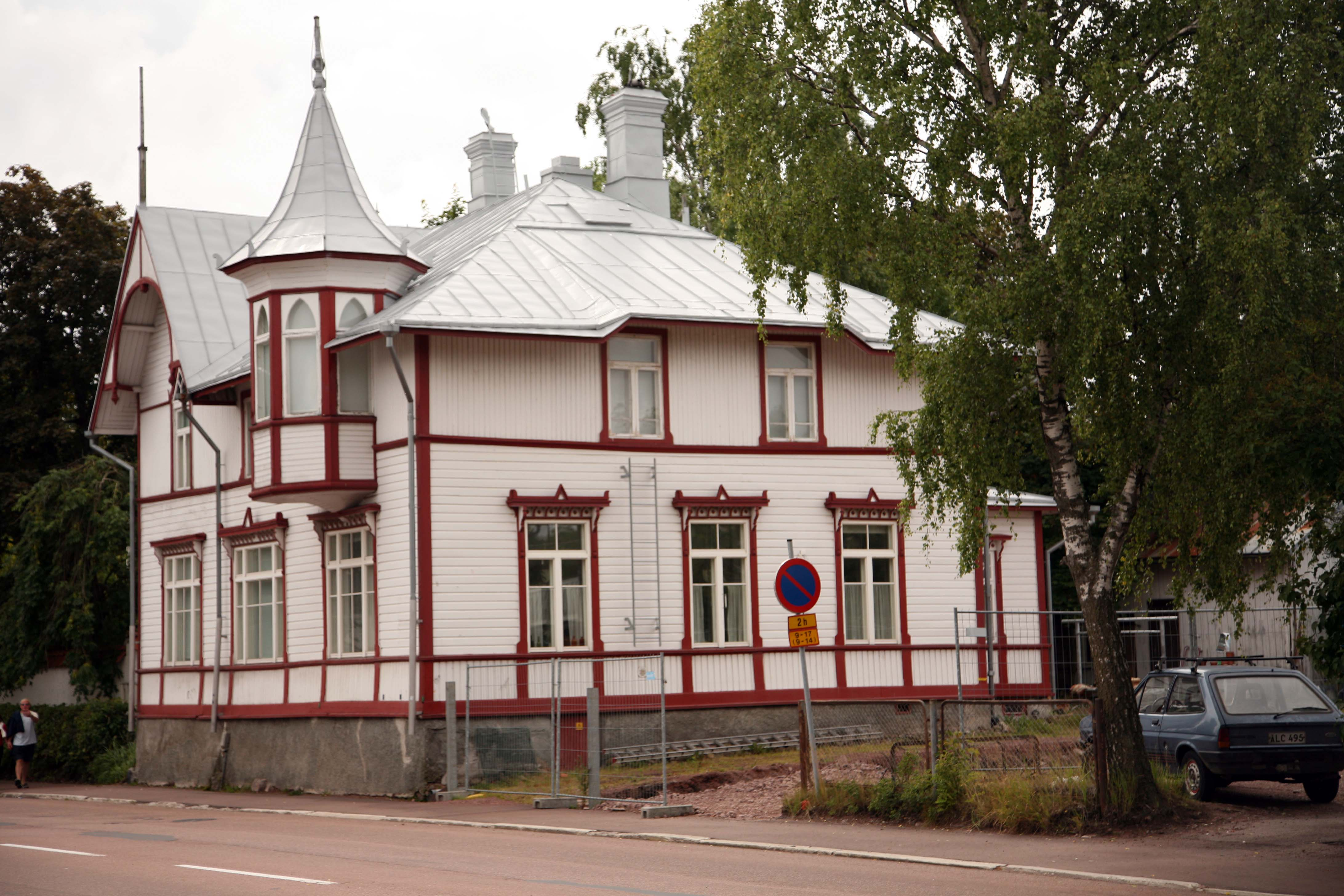
希爾達·洪格爾：木造住宅，位於芬蘭玛丽港 (1987)

### 北美洲及澳洲
在美國，費·凱洛格 (Fay Kellogg, 1871-1918) 的建築訓練始於隨同一位德國籍教師學習製圖；然後她前往位於布魯克林的普瑞特藝術學院進修；又赴巴黎在馬謝爾·德·蒙克羅斯 (Marcel de Monclos) 的工作室工作。她嚮往進入法國國立高等美術學院，但因為身為女性而被拒絕。然而，部分由於她的努力，該校後來向有志學習建築的女性敞開了大門。回到美國後，凱洛格先協助設計了位於紐約曼哈頓下城的紐約市政檔案館 (Hall of Records)，然後自行開業。她繼續在大紐約地區設計了數百座建築物，這番成就讓紐約時報稱她為「美國最成功的女性建築師之一」。
瑪麗·蓋能 (Mary Gannon) 和艾麗斯·韓茲 (Alice Hands) 是紐約應用設計女子學院 (New York School of Applied Design for Women) 的早期畢業生。她們畢業於 1892 年，並在 1894 年成立蓋能與韓茲建築師事務所 (Gannon and Hands)，致力於設計紐約市內的低造價住宅。
瑪麗·洛克維爾·胡克( Mary Rockwell Hook, 1877-1978) 出生於堪薩斯州。她也前往巴黎，期待能夠在國立高等美術學院學建築，她參加了入學考試，但遇到性別歧視。她並沒有被該校錄取，並在 1906 年返回美國，開始從事建築工作。她設計過位於肯塔基州的松山原住民學校 (Pine Mountain Settlement School) 以及堪薩斯城的許多建築物。她是堪薩斯城第一位嘗試將自然地景融入設計的建築師，也是第一位採用現場澆鑄混凝土牆的建築師。
伊莎貝爾·羅伯茲 (Isabel Roberts, 1971-1955) 生於密蘇里州。她的建築教育得自紐約市的馬斯克瑞–錢伯斯工作室 (Masqueray-Chambers Atelier)。這間工作室的創辦人是伊馬紐爾·路易斯·馬斯克瑞 (Emmanuel Louis Masqueray)，其教學基本上遵循法國高等美術學院的模式，是美國第一所專為教導建築實務而建立的工作室。馬斯克瑞相信女性也有擔任建築師的能力，積極招收女性進入工作室學習。羅伯茲曾參加過法蘭克·洛伊·萊特的設計團隊，然後與艾達·安娜·萊恩 (Ida Annah Ryan, 1873-1950) 合夥在佛羅里達州奧蘭多市開業。萊恩是第一位從麻省理工學院取得建築碩士學位的女性（1890 年自該校建築系畢業的蘇菲亞·海頓·班奈特 (Sophia Hayden Bennett, 1868-1953) 是第一位從該校取得建築學位的女性。）

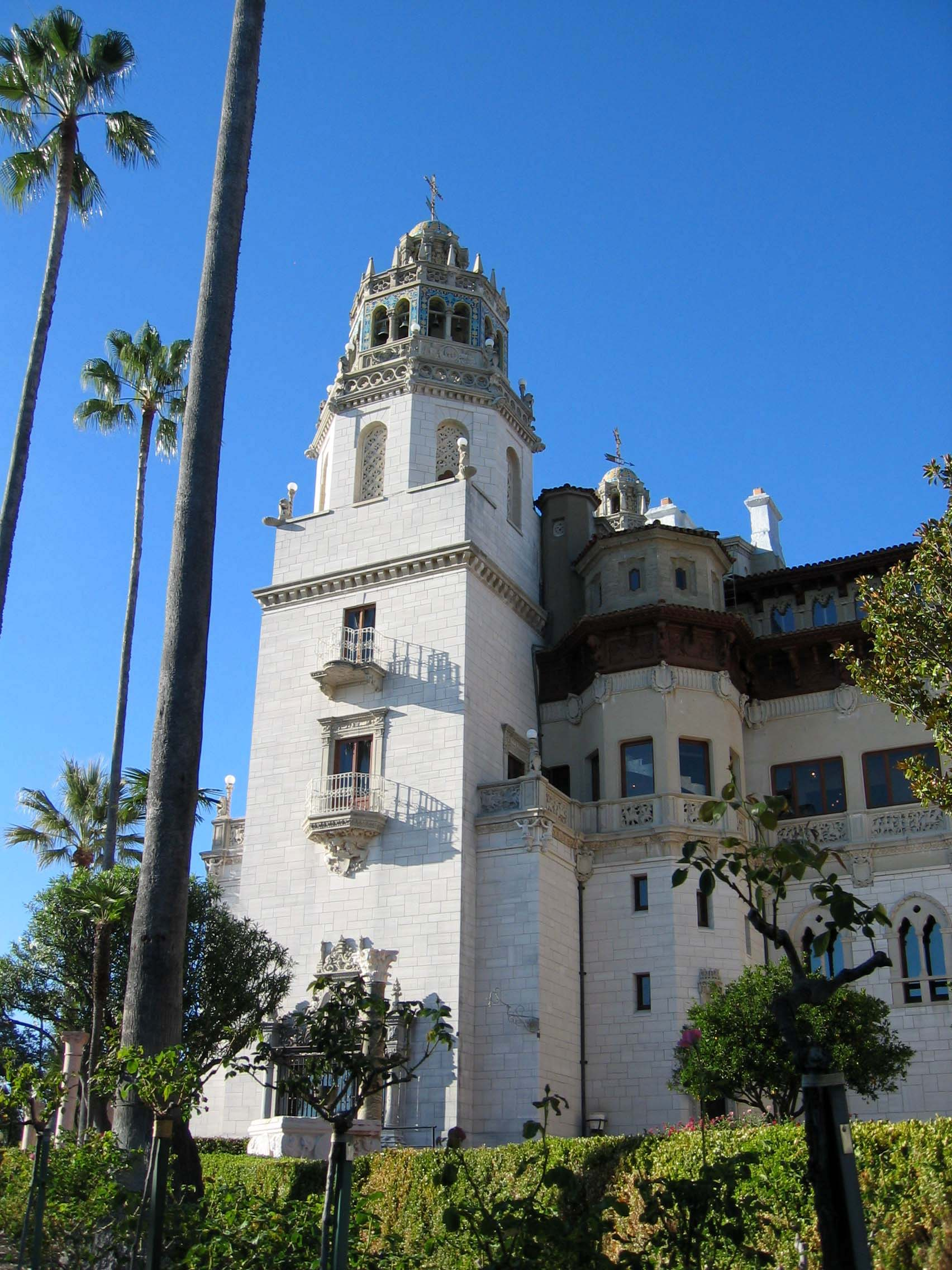
茱莉亞·摩根：赫斯特城堡，位於加州聖西蒙 (1919–1947)
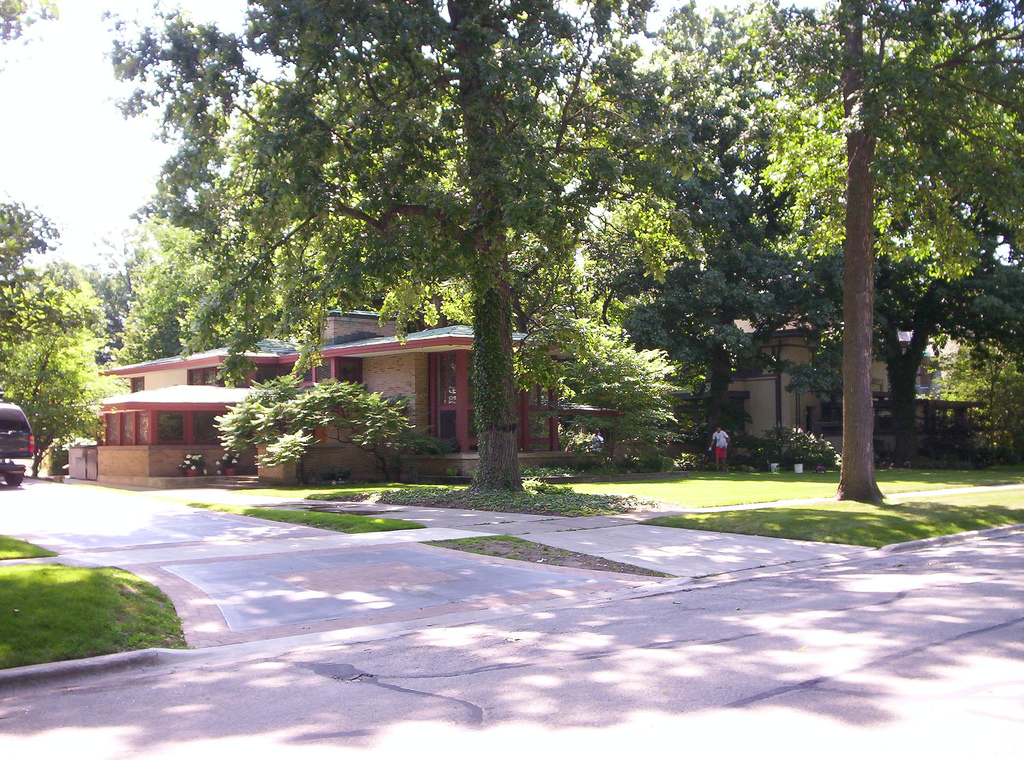
伊莎貝爾·羅伯茲和法蘭克·洛伊·萊特設計的伊莎貝爾·羅伯茲宅，位於伊利諾州里弗福雷斯特 (1908)

艾絲特·麥喬立·希爾 (Esther Marjorie Hill, 1895-1985) 在 1920 年從多倫多大學畢業，成為加拿大第一位取得建築學位的女性。
佛羅倫絲·瑪麗·泰勒 (Florence Mary Taylor, 1879-1969) 幼年時隨父母從英國移民澳洲。她在 1904 年赴雪梨技術學院 (Sydney Technical College) 夜間部進修，成為該校第一位完成建築專業最後一年課程的女性。之後，她到業務興隆的約翰·布徹爾·克蘭普 (John Burcham Clamp) 建築師事務所工作，成為該事務所的首席繪圖員。她在克蘭普的支持下，於 1907 年申請加入新南威爾斯州建築師協會，希望成為該會的第一名女性會員，卻遭到強力反對，直到 1920 年才在該會邀請下入會。

## 歐洲的發展
繼芬蘭之後，幾個歐洲國家也陸續開放讓女性學習建築。挪威的第一位女性建築師是麗拉·韓森 (Lilla Hansen, 1872-1962)。她在 1894 年畢業於位在克里斯蒂安尼亞 (Kristiania，即今天的奧斯陸) 的皇家製圖學校 (Den Kongelige Tegneskole)，並曾在布魯塞爾、克里斯蒂安尼亞和哥本哈根各地的建築師事務所見習。她在 1912 年成立自己的事務所，並藉著赫蒂樓 (Heftyeterrassen) 這件位於奧斯陸的新巴洛克式複合式住宅設計打響了知名度。隨後又陸續設計了許多大型住宅以及女子學生宿舍。
第一位在德國開設建築師事務所的女性是艾蜜莉·溫克曼 (Emilie Winkelmann, 1875-1951)。她在漢諾威技術學院（今日的漢諾威大學）註冊為訪問學生學習建築，但無法取得畢業文憑——該校直到 1909 年才開始授予女性學位。她在柏林成立事務所，最盛時雇用了 15 名員工，截至第一次大戰爆發之前，完成了 30 棟左右的住宅。她的知名作品之一是位於柏林夏洛騰堡-維爾默斯多夫區的 Tribüne 劇院，該劇院原本是一座女子學校。
第一位在德國取得土木工程師資格的女性是塞爾維亞建築師約凡卡·邦契奇-卡泰里尼奇 (Jovanka Bončić-Katerinić, 1887-1966) 。她在 1913 年從達姆施塔特工業大學取得學位。
塞爾維亞的第一名女性建築師耶莉莎薇塔·納契奇 (Jelisaveta Načić, 1878-1955) 在當時普遍認為女性不應該從事建築的大環境下，進入貝爾格萊德大學學建築。她在 22 歲畢業時，是第一位從該校工程學院畢業的女性。礙於她的女性身分，她無法得到她嚮往的政府營建部門官員職位，但受雇於貝爾格萊德市政府，後來成為那裏的首席建築師。她的知名作品有比例優美的彼得一世小學 (Kralj Petar I Elementary School, 1906) 和摩拉維亞風格的亞歷山大·涅夫斯基教堂 (Alexander Nevsky Church, 1929)，這兩座建築物都位於貝爾格萊德。納契奇身為塞爾維亞第一位女性建築師，做了許多事情鼓勵其他女性加入這個行業。
奧地利的第一位女性建築師是瑪格麗特·許特-利霍茨基 (Margarete Schütte-Lihotzky, 1897-2000)。她也是第一位是從維也納藝術工藝學校（Kunstgewerbeschule，今日的維也納應用藝術大學）畢業的女性——不過，她之所以能被該校錄取，是因為她的母親透過一位朋友央求知名畫家古斯塔夫·克林姆為她寫推薦函的緣故。她是維也納和法蘭克福社會住宅開發運動的先驅之一。她的設計結合了功能性，所設計的「法蘭克福廚房」體現了這個主張，成為今日嵌入式廚房的原型。

在瑞士，弗洛拉·斯泰格-克勞福德 (Flora Steiger-Crawford, 1899-1991) 於 1923 年成為第一位從蘇黎世聯邦理工學院建築系畢業的女性。她在 1924 年與丈夫魯道夫·施泰格 (Rudolf Steiger) 成立了自己的事務所。他們的第一件作品是位於里恩 (Riehen) 的桑德路特宅 (Sandreuter House, 1924)，這座住宅被視為瑞士第一座現代主義住宅。她在 1938 年結束建築設計工作，轉而從事雕塑。

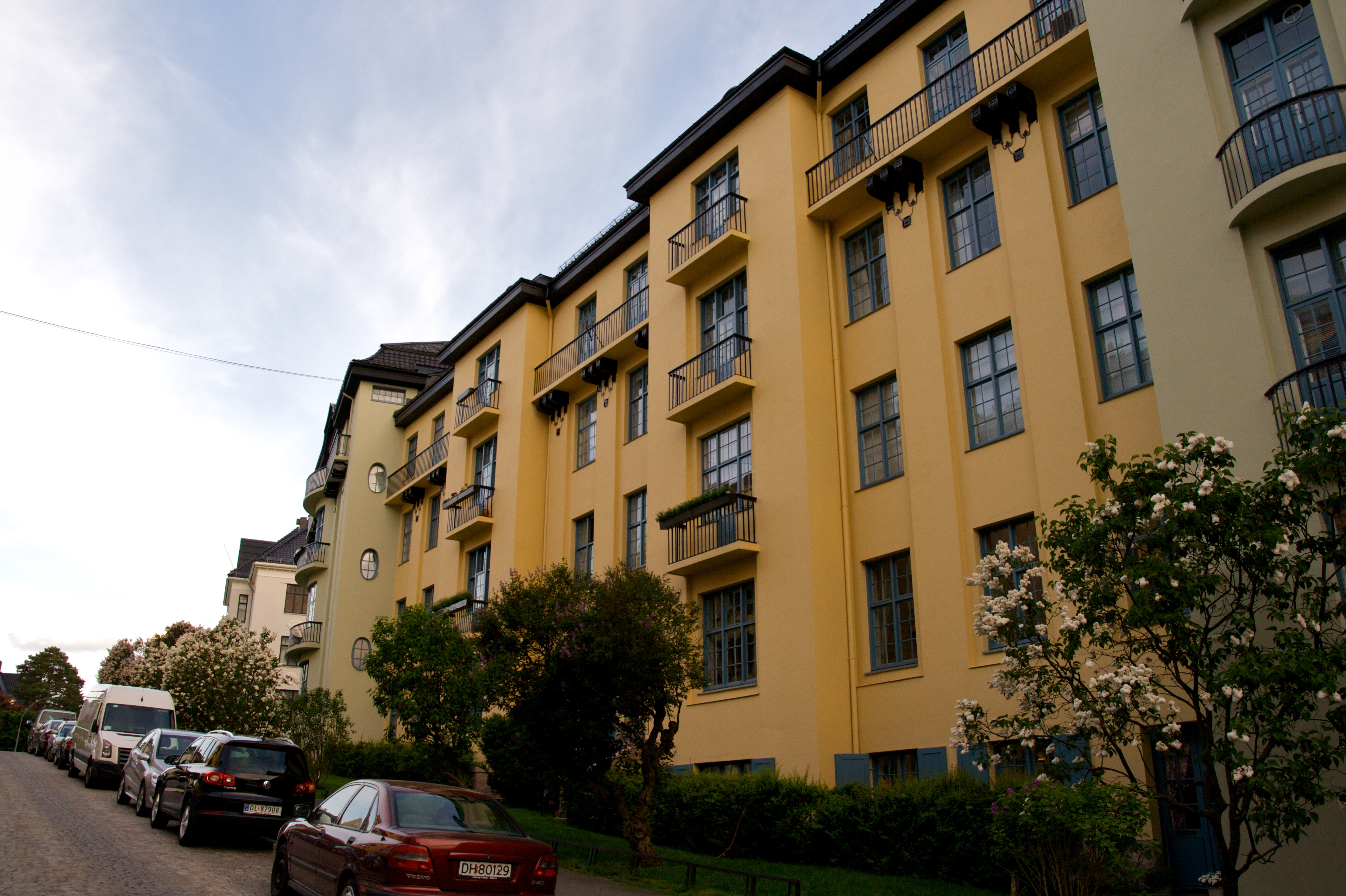
麗拉·韓森：赫蒂樓，位於奧斯陸 (1929)
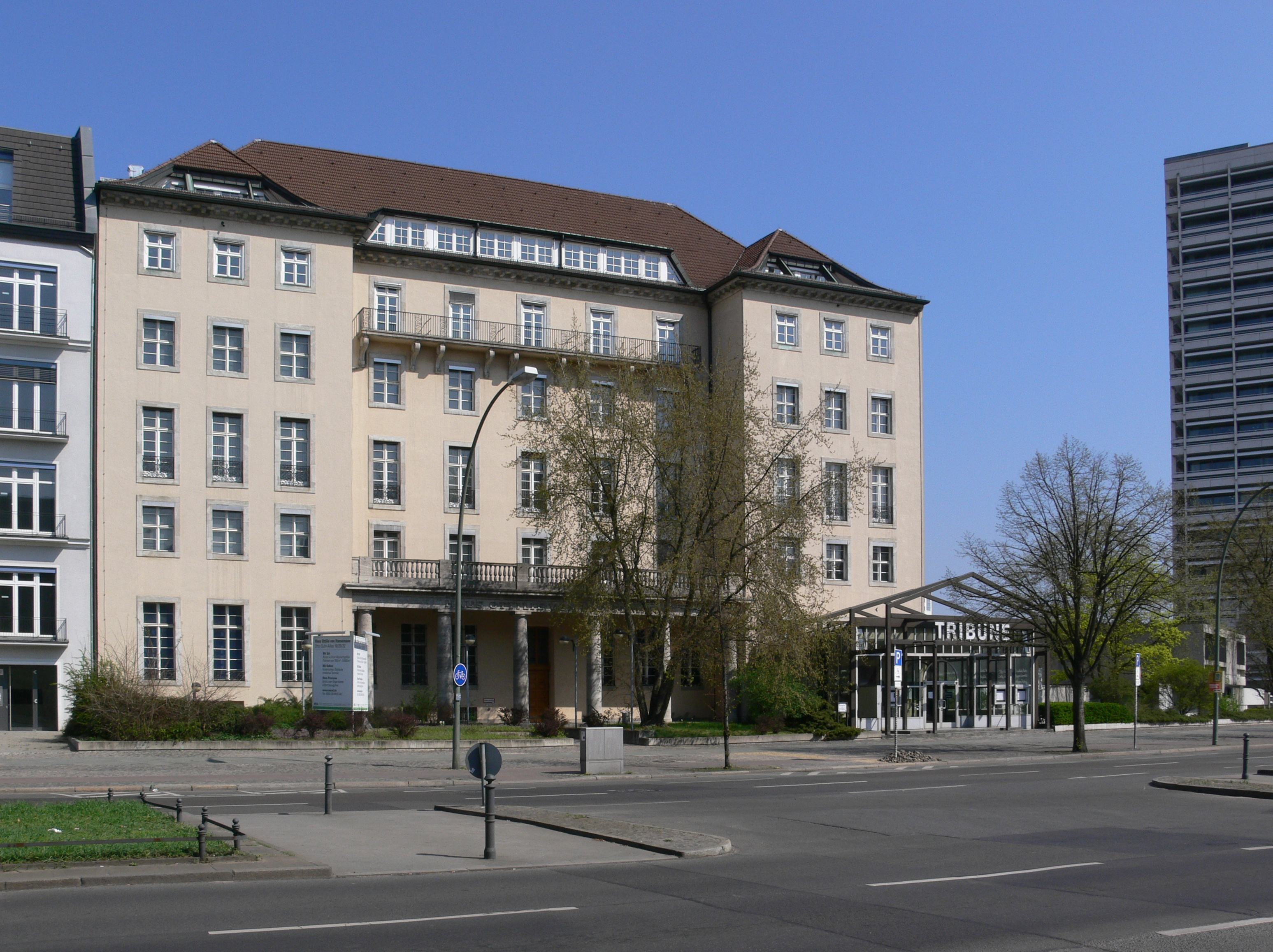
艾蜜莉·溫克曼：Tribüne 劇場，位於柏林 (1915)
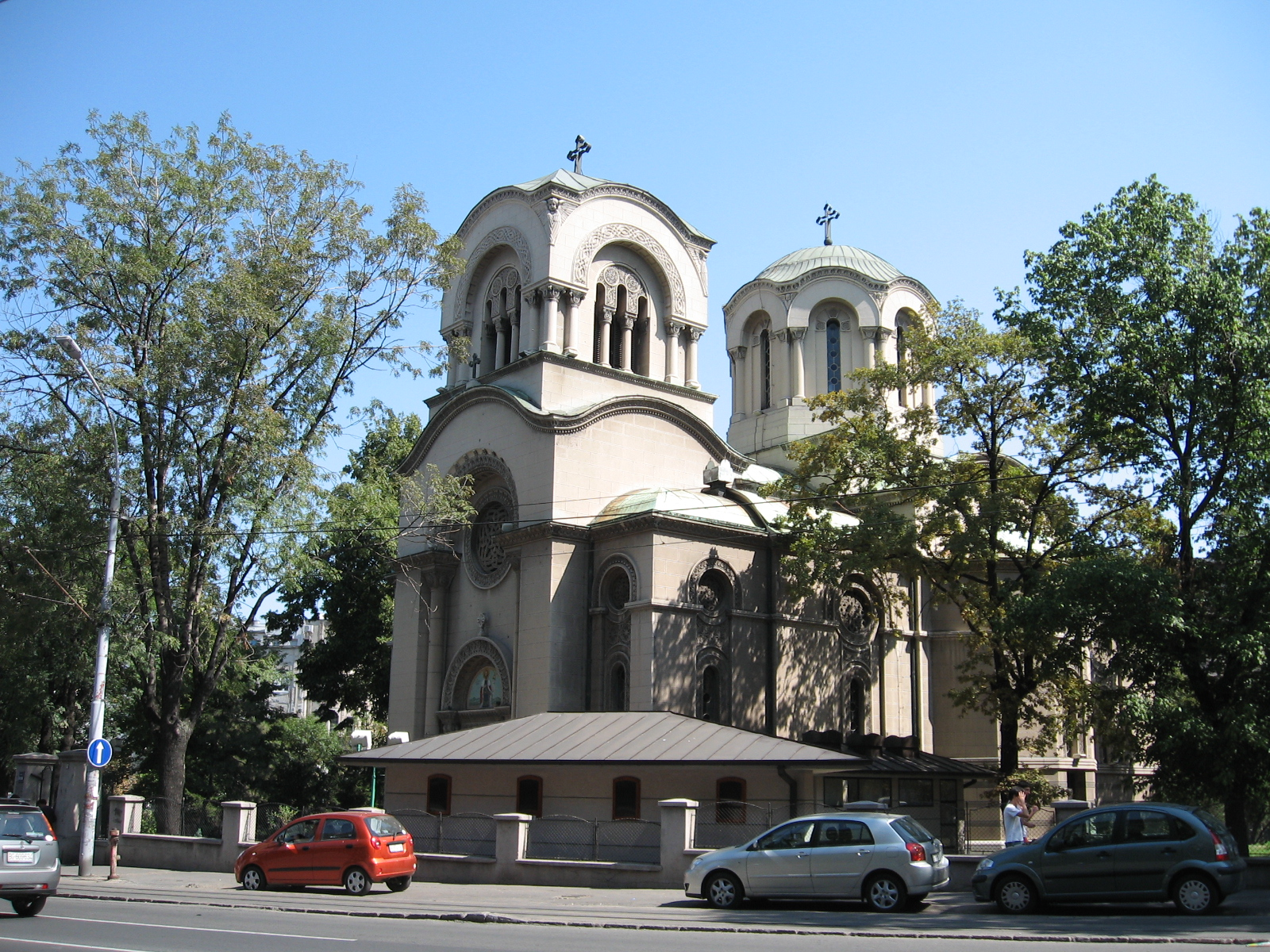
耶莉莎薇塔·納契奇：亞歷山大·涅夫斯基教堂，位於貝爾格萊德 (1929)

在英國，英國皇家建築師協會 (RIBA) 於 1898 年首次將建築師資格授予女性，這位女性是艾瑟·查爾斯 (Ethel Charles, 1871-1962)。艾瑟和妹妹貝西 (Bessie Ada Charles) 都透過在恩斯特·喬治 (Ernest George) 和哈洛德·佩托 (Harold Peto) 的聯合事務所工作取得建築方面的訓練。姊妹兩人在 1893 年都向建築聯盟學院提出入學申請，希望接受進一步的建築教育，但遭到拒絕。艾瑟完成了巴特萊特建築學院的部分課程，成績優異。然而，身為女性使她無法獲得大規模的委託，只能專注在勞工住宅之類的小型住宅設計案。 蘇格蘭女士伊迪絲·休斯 (Edith Hughes, 1888-1971) 是英國另一位早期女性建築師。她先是在法國索邦大學 (Sorbonne) 修習了一些藝術與建築課程，然後進入位於蘇格蘭阿伯丁的格雷藝術學院 (Gray's School of Art)，在 1914 年取得該校的建築文憑。除了在格拉斯哥藝術學院任教之外，她還在 1920 年成立了自己的事務所，擅長廚房設計。第一位主導大型公共建築設計的英國女性是伊麗莎白·史考特 (Elisabeth Scott, 1898-1972)，她是位於埃文河畔斯特拉特福的皇家莎士比亞劇院的建築師，這座劇院在 1932 年完工。姬莉安·哈里森 (Gillian Harrison, 1898-1974) 是建築聯盟學院在 1917 年首次錄取女學生時進入該校的四名女性之一，並在 1931 年成為英國皇家建築師協會的第一名女會士。

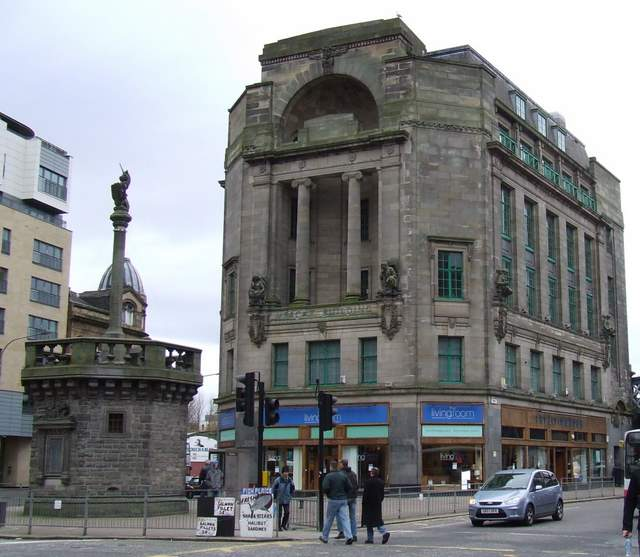
伊迪絲·休斯：市場十字（圖左），位於格拉斯哥 (1930)
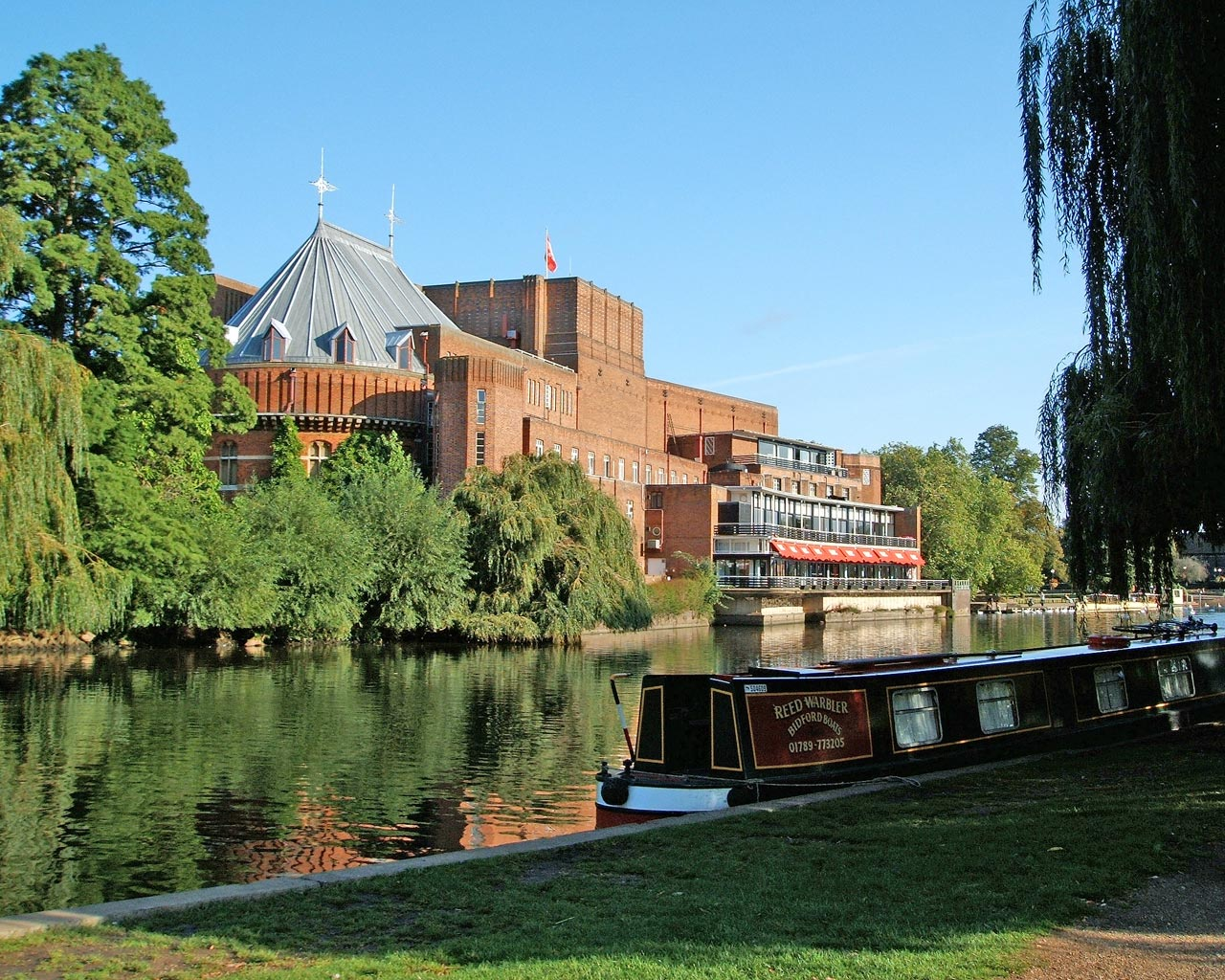
伊麗莎白·史考特：皇家莎士比亞劇院，位於埃文河畔斯特拉特福 (1932)

## 與男性搭檔合作的女建築師

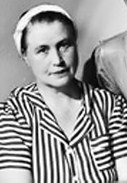
爱诺·阿尔托

在20世紀上半的重要女性建築師中，有幾位選擇與男性合夥發展事業——通常是夫妻檔。這種合夥關係始自女性開始涉足建築領域的那個年代，當時有某些成功的男性建築師願意與女性合作。鑒於建築院校錄取的女學生人數量從 1960 年來以來有所提升，不少男女學生在就學階段相識並結婚；有人稱這樣的長時間合作相處以及分享共同興趣是「維持浪漫的完美藥方」。安·弗賽斯 (Ann Forsyth) 在《向札哈致敬》(In Praise of Zaha)一文中針對這種合作關係整理了一份綜覽。
男女建築師合夥的結果是，外界有時會誤將女性建築師的貢獻歸功於男性建築師，通常是後者知名度較高的緣故。
以下介紹幾對知名的男女建築師合作搭檔：
- 爱诺·阿尔托 (Aino Aalto, 1894-1949) 和阿尔瓦尔·阿尔托：爱诺在1920年取得芬蘭建築師資格，於1923年和阿尔瓦尔·阿尔托結婚並參與他早期的建築設計，為迈雷阿别墅（Villa Mairea，1937年，位於芬蘭諾爾馬庫（英语：Noormarkku））的室內設計付出不少心力。[56]
- 雷馬和拉伊利·皮耶蒂莱 (Reima and Raili Pietilä)：這對同為芬蘭夫妻檔的建築師透過密切合作發展出他們早期的現代主義風格。拉伊利·皮耶蒂莱 (Raili Pietilä, 1926-2021) 認為兩人組是最恰當的設計團隊規模，她說：「工作不離身是我們的常態，無論是散步時、備膳時或是夜間都是如此。參加競圖時，我們有出門旅行的習慣，像是搭乘長途火車，因為我們發現轉變環境可以轉變想法。」[57]
- 英格和約翰尼斯·埃克斯納 (Inger and Johannes Exner)：這對在 1952 年結褵的丹麥夫妻合作無間，他們建造／修復了大量教堂，時常從機能和美學出發切入作品的設計。[58]
- 法國建築師、設計師夏洛特·佩里昂 (Charlotte Perriand, 1903-1999) 與現代主義建築泰斗勒·柯布西耶 (Le Corbusier)：佩里昂在這份合夥關係中側重於發展符合機能性的生活空間，具體的方式是為柯布西耶的建築進行室內設計和家具設計。她在日後回憶柯布西耶如何堅持嚴守他那些近乎苛求的原則時這麼說：「即使是一個小小的鉛筆觸都必須有它存在的道理，可能是為了滿足一種需要、或是回應一個手勢或姿態，而且能以大量生產的價格實現。」佩里昂與柯布西耶合作的時間約有十年，她在 1937 年離開他的工作室，專心設計家具，並經常與讓·普維 (Jean Prouvé) 合作。[59]
- 瑪麗亞·荷西·馬奎斯·德·西瓦 (Maria José Marques da Silva, 1914-1996) 與大衛·莫雷拉 (David Moreira)：這對葡萄牙夫妻檔建築師合作建造了波爾圖市內的幾座重要建築。[60]

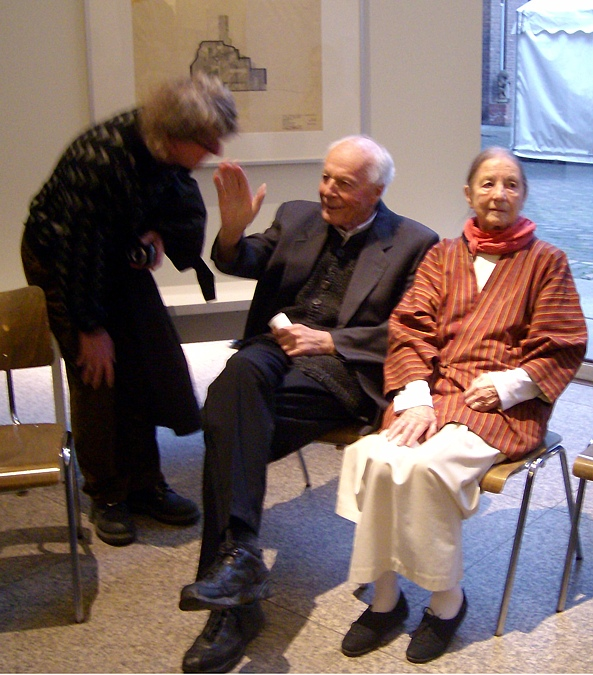
伊麗莎白和哥特佛萊德·伯姆，攝於 2009 年

- 德國建築師伊麗莎白·伯姆 (Elisabeth Böhm, 1921-2012) 經常參與建築師丈夫哥特佛萊德·伯姆 (Gottfried Böhm) 的工作，設計公寓建築和其他住宅開發案的室內空間。[61]
- 瑪歌·舒爾曼 (Margot Schürrmann, 1924-1999) 和丈夫約西姆·舒爾曼 (Joachim Schürmann) 終生合作共事。德國建築師聯合會 (Bund Deutscher Architeken) 為了肯定他們對德國建築的影響，在 1998 年將該年的大獎頒贈給他們。[62]
- 瑪麗亞·舒瓦茲 (Maria Schwarz, 1921-2018) 的事業與丈夫魯道夫·舒瓦茲 (Rudolf Schwarz, 1897-1961) 密不可分，後者在第二次世界大戰後協助重建科隆市，尤重於教堂重建。魯道夫在 1961 年過世後，瑪麗亞接下兩人的事業，完成丈夫在科隆地區的許多工作。[61]
- 貝寧絲·亞麗珊德拉·雷·伊姆斯 (Bernice Alexandra "Ray" Eames, 1912-1988) 是一位美國家具和室內設計師、建築師、藝術家，以及建築師查爾斯·伊姆斯 (Charles Eames) 的妻子及合夥人。查爾斯和雷·伊姆斯的設計作品包括伊姆斯宅和其他重要的 20 世紀中葉現代建築。此外，伊姆斯夫婦還設計生產過極具啟發性的伊姆斯躺椅和其他現代主義家具。
- 伊麗莎白·克婁斯 (Elizabeth Close, 1912-2011) 在 1935 年自麻省理工學院畢業，幾次求職失敗後，隨同學及日後的丈夫溫斯頓·克婁斯 (Winston Close) 前往明尼阿波利斯。兩人婚後在 1938 年成立了自己的事務所。伊麗莎白自己設計了許多流線型的私人住宅；第二次世界大戰期間，查爾斯忙於明尼蘇達大學的校園建設工程，她則在丈夫不在的時候經管事務所。歷史學家珍·金·赫希安 (Jane King Hession) 如此評論：「對包括我自己在內的許多建築界女性來說，她是一個極具啟發性的榜樣，但是她不想刻意強調自己是個女建築師這一點——她認為自己是一名建築師，不過湊巧也是一位女性罷了。」[63]

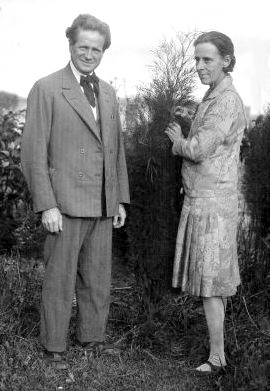
沃爾特·伯利·格里芬和瑪麗安·馬奧尼，攝於雪梨，1930 年

- 瑪麗安·馬奧尼·格里芬 (Marion Mahony Griffin, 1871-1961) 生長於芝加哥地區，是法蘭克·洛伊·萊特雇用的第一位員工。[64]雖然萊特沒有給她的草原學派設計太多肯定，但現有的資料顯示，她不僅為萊特工作室的住宅設計投入許多心力，還為發展他的概念貢獻良多。[65]瑪麗安在 1911 年與她在萊特工作室的同事沃爾特·伯利·格里芬 (Walter Burley Griffin, 1876-1937) 結婚。他們夫妻倆建立了一份理想的合夥關係，先是在芝加哥地區承接了許多設計案，然後到澳洲進行坎培拉的都市規劃，最後前往印度工作，直到沃爾特在 1937 年去世為止。[66]瑪麗安在她的回憶錄中提到她和丈夫在工作上如何密不可分，強調他們如何合作完成了多項設計，像是一座位於印度勒克瑙市的圖書館，或是雪梨附近的凱索克雷格 (Castlecrag) 社區。[67]
- 另一位同在澳洲的女士瑪麗·特納·蕭 (Mary Turner Shaw, 1906-1990) 發現難以完成她在墨爾本大學的建築課程後，改而透過擔任見習生的方式成為建築師。她曾在澳洲（1931-1936 年）和英國（1937 年）的多家建築師事務所工作，並遊歷歐洲，會見過許多現代建築運動的重要人物。返回澳洲再次為其他人工作一陣子後（1938 年），她與現代主義建築師弗烈德里克·隆伯格 (Frederick Romberg) 在 1939 年成立「隆伯格與蕭」(Romberg & Shaw) 建築師事務所。這間事務所在 1942 年因第二次世界大戰戰時大環境不利而關閉。在這段期間，他們建造了「澳洲的幾個座知名公寓建築」，[68]包括維多利亞州南雅拉的雅拉比公寓 (Yarrabee Flats, 1940) 和維多利亞州南墨爾本的紐本公寓 (Newburn Flats, 1930)。蕭持續從事建築工作，直到 1969 年退休為止。
- 迪妮絲·史考特·布朗 (Denise Scott Brown, 1931-) 在非洲出生成長，經歐洲到美國賓州大學學習都市計畫[69]，畢業後留校任教並繼續取得建築碩士學位。她和羅伯特·范圖利於 1960 年在賓大相識。兩人在 1967 年結婚，不久，迪妮絲加入范圖利設於費城的「范圖利和勞赫」事務所，並在 1969 年成為負責都市計畫部分的主持人。自此，她在該事務所（1989 年更名為「范圖利、史考特·布朗聯合事務所」(Venturi, Scott Brown and Associates)）發揮重要作用，帶領都市規劃專案和研究，並和范圖利合作發展事務所的大型專案。但是，她對於自己的貢獻很少得到應得的肯定一事感到不滿。例如，范圖利在 1991 年單人獲得普立茲克建築獎，但她認為：「[事務所] 設計的每一吋建築都是我們一起設計的。」她在 1997 年表示：「就我的個案來說，身為女性的問題將無法得到解答。如果我沒有嫁給范圖利，我能不能取得比目前更高的成就？誰能回答這個問題？但同樣的問題也適用於他。如果他沒有娶我，他能不能取得比目前更高的成就？」[52]迪妮絲·史考特·布朗在《性別空間建築》(Gender Space Architecture) 這本書的一章中也透露了她對這個處境的感受。[70]
- 英國建築師阿曼達·萊維特 (Amanda Levete, 1955-) 與前夫揚·卡普利基(Jan Kaplický, 1937-2009) 共同主持 Future Systems。他們在 1999 年以羅德板球場媒體中心 (Lords Cricket Ground Media Center) 的設計贏得英國皇家建築師協會的史特靈獎。[71]因為卡普利基既不懂板球，又對板球不感興趣，萊維特負責與業主開會協商。一般認為，Future Systems 的有機造型構想之所以能夠化為可實現的具體建築，萊維特是關鍵人物。[72]
- 艾曼紐·洛夫-史丹利 (Ivenue Love-Stanley) 和丈夫威廉·J·比爾·史丹利三世 (William J. "Bill" Stanley III) 在 1983 年合夥成立事務所。他們在註冊為建築師時，各自是美國南部最年輕的非裔男性建築師、和美國南部第一位非裔女性建築師（註冊年份不同）。艾曼紐·洛夫-史丹利是業務經理兼負責執行的主持人，她的丈夫則負責行銷及設計。[73]
- 塞爾維亞建築師莉莉亞娜·巴基奇 (Ljiljana Bakić, 1939-2022) 通常與丈夫德拉哥留布·巴基奇 (Dragoljub Bakić) 合作。他們最重要的作品是 Pionir 體育館，並以這件作品贏得 1974 年的「貝爾格萊德建築沙龍大獎」。另一位塞爾維亞女性建築師伊凡卡·拉斯波波維奇 (Ivanka Raspopović, 1930-2015) 在 1960 年代與建築師伊凡·安提可 (Ivan Antić) 合作設計位於貝爾格萊德的當代藝術博物館和位於克拉古耶瓦茨的10 月 21 日紀念館。這兩座建築後來都列為國家紀念建築。
- 蕾拉·維涅里 (Lella Vignelli, 1934-2016) 終生和丈夫馬西莫·維涅里 (Massimo Vignelli) 共事。馬西莫以平面設計見長，她則擅長商業室內設計。他們在義大利威尼斯求學時相識，並在米蘭和美國開業。
- 碧翠絲·佩沙爾·米哈雷斯 (Beatriz Peschard Mijares) 在墨西哥城的安納華克墨西哥大學 (Universidad Anáhuac México) 求學時認識了日後的丈夫亞歷杭德羅·貝爾納迪 (Alejandro Bernardi)。兩人在 2000 年聯合創立「貝爾納迪-米哈雷斯建築事務所」。

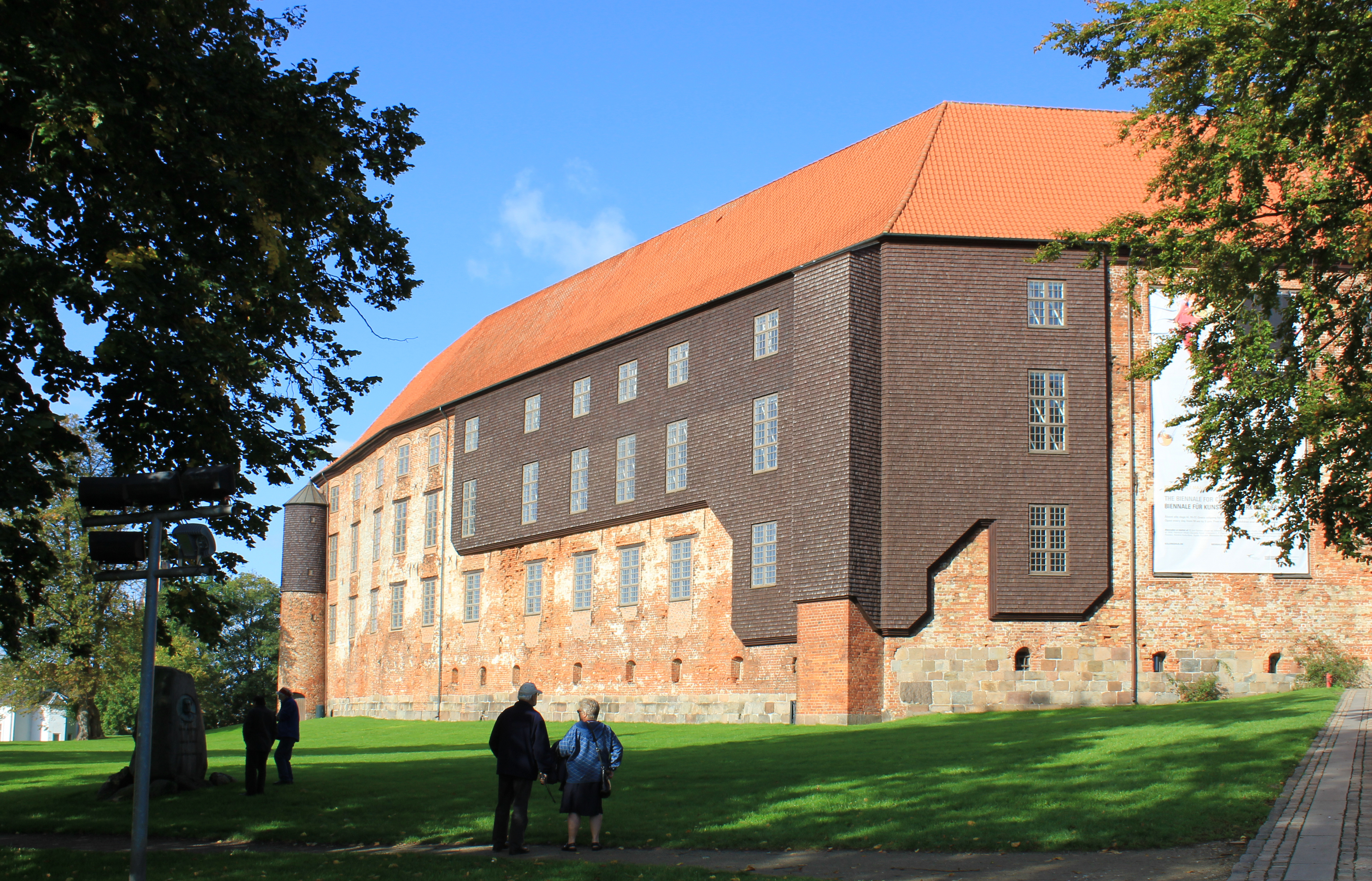
英格·埃克斯納：科靈城堡修建，位於科靈 (1970)
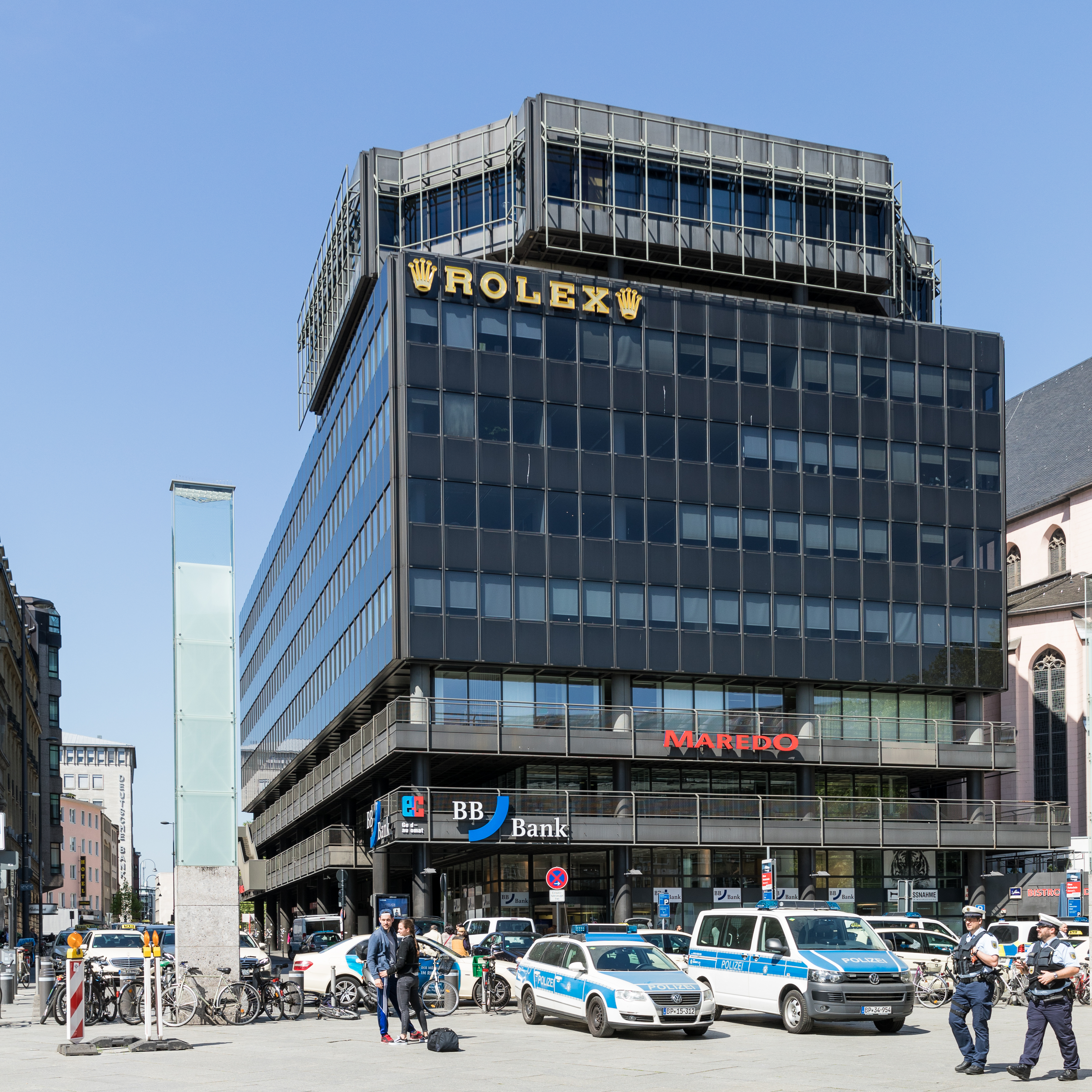
瑪歌·舒爾曼：勞力士大樓，位於科隆 (1975)
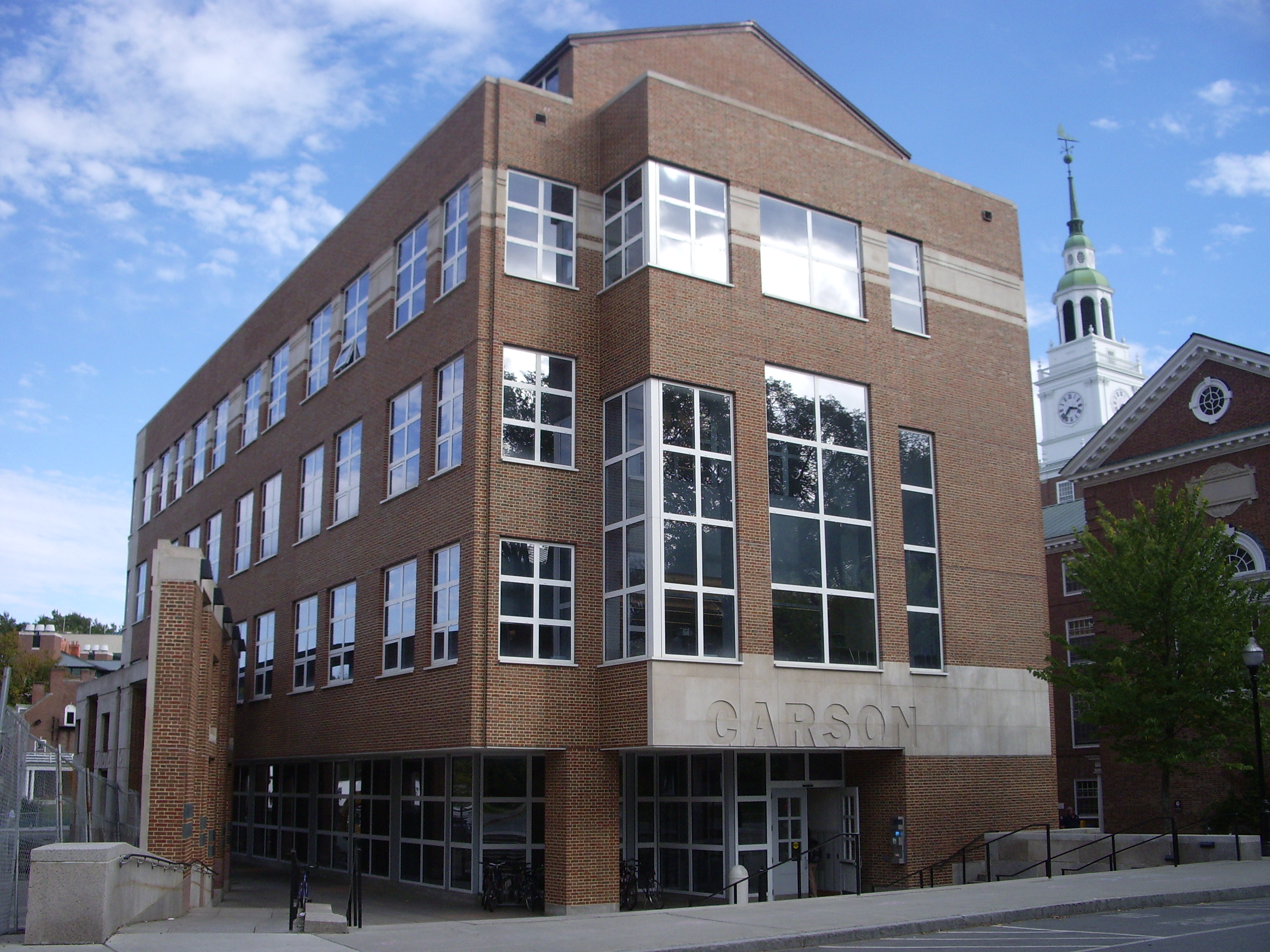
迪妮絲·史考特·布朗：達特茅斯學院卡森大樓，位於新罕布夏州漢諾威 (2002)
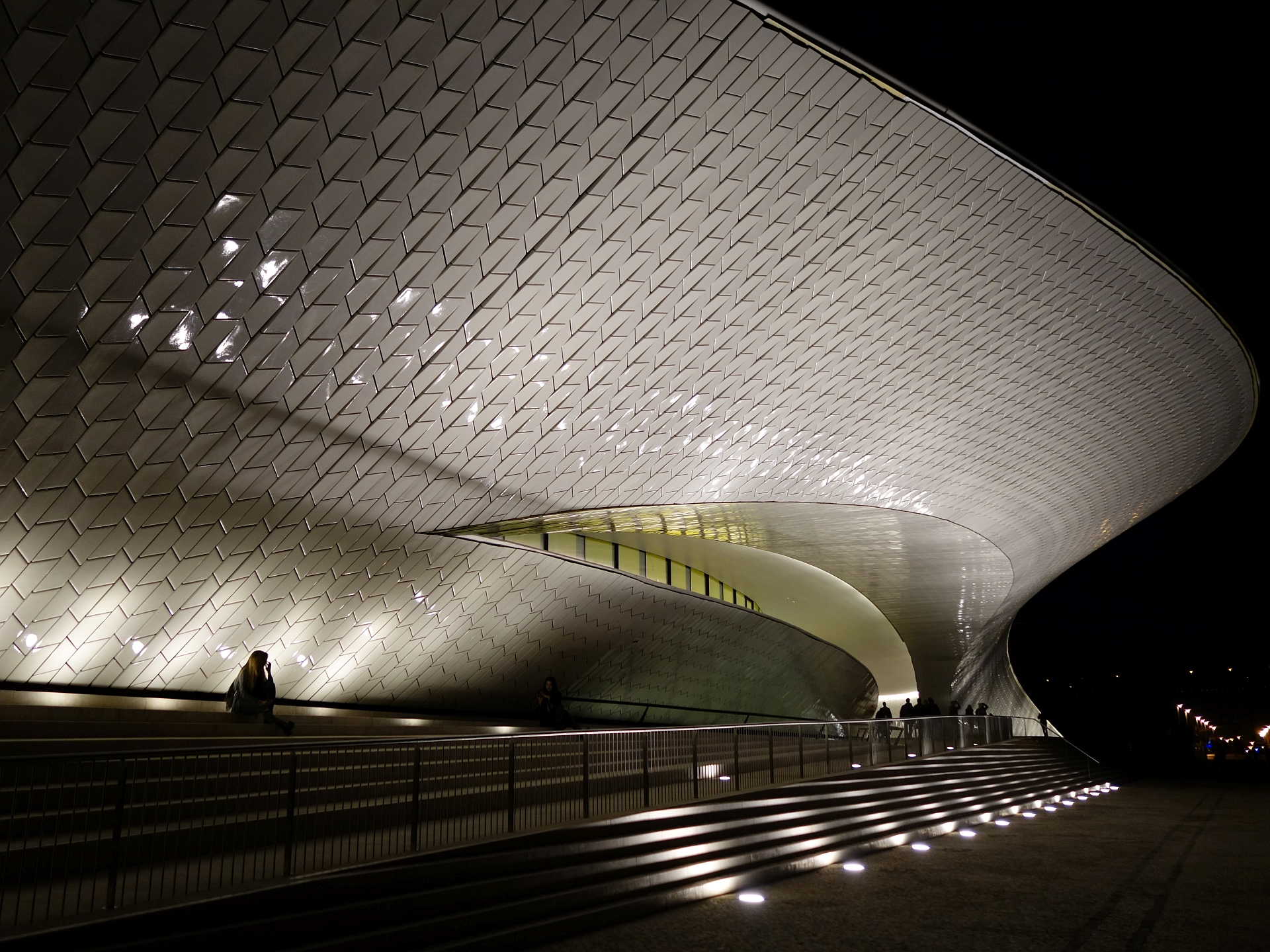
阿曼達·萊維特：藝術、建築與科技博物館，位於里斯本 (2016)

## 21世紀
近幾年來，有幾位女性建築師在建築領域中大放異彩，成就有目共睹：
伊拉克裔英國建築師札哈·哈蒂 (Zaha Hadid, 1950-2016) 在 2004 年獲得普立茲克建築獎，成為第一位獲得該獎的女性。在她的眾多作品中，特別值得一提的是位於辛辛那提的羅森塔當代藝術中心和位於萊比錫的BMW 中心大樓。評審團主席在頒獎時提到她「對現代主義的堅定承諾」，並說明她如何擺脫既有的類型學、高科技建築等流派影響，改變建築物的幾何造型。從 2004 年到 2016 年去世為止，她完成了其他許多知名作品，包括位於中國廣州市的廣州大劇院和 2012 年夏季奧林匹克運動會的倫敦水上運動中心。 
到 2010 年，又有一位女性成為普立茲克建築獎得主，這一次是來自日本的妹島和世 (1956-) 與她的合夥人西澤立衛 (1966-)。評審團主席帕倫坡勛爵 (Lord Palumbo) 在談到他們的設計時說：「既精緻又震撼、精準而流暢、巧妙得有節制、但又不過分賣弄聰明；他們打造的建築物成功呼應環境脈絡及活動機能，予人完整感和豐富的體驗。」位於俄亥俄州的托雷多藝術博物館玻璃展廳和位於日本石川縣金澤 21 世紀當代美術館得到了評委特別的注目。
安娜·海林格（Anna Heringer, 1977 年生於德國）在 2007 年以她位於孟加拉魯德拉普爾的 METI 學校獲得阿卡漢建築獎。這座用竹子和其他當地材料建造的建築是永續建築的範例，其受到讚譽，不僅因為它的簡單、人性化和美觀，還因為建築師、營造工匠、業主和使用者之間的高度合作。

丹麥 Lundgaard &amp; Tranberg 建築師事務所在最近幾年贏得多項英國皇家建築師協會歐洲獎。女建築師 Lene Tranberg (1956-) 是該事務所的靈魂人物。他們的作品包括丹麥皇家劇場 (2008) 和蒂特根宿舍 (Tietgenkollegiet, 2005)。
希拉·斯里·普拉卡什 (Sheila Sri Prakash, 1955-) 在 2010 年受邀擔任世界經濟論壇設計創新委員會委員，成為該會的第一位印度籍建築師。她為該會設計了「互惠設計指數」(Reciprocal Design Index) 這種全面永續發展設計工具。她是印度第一位自己開設事務所的女性自己公司的女性，也是一位環保永續建築的先驅，曾以回收材料設計過一間住家。

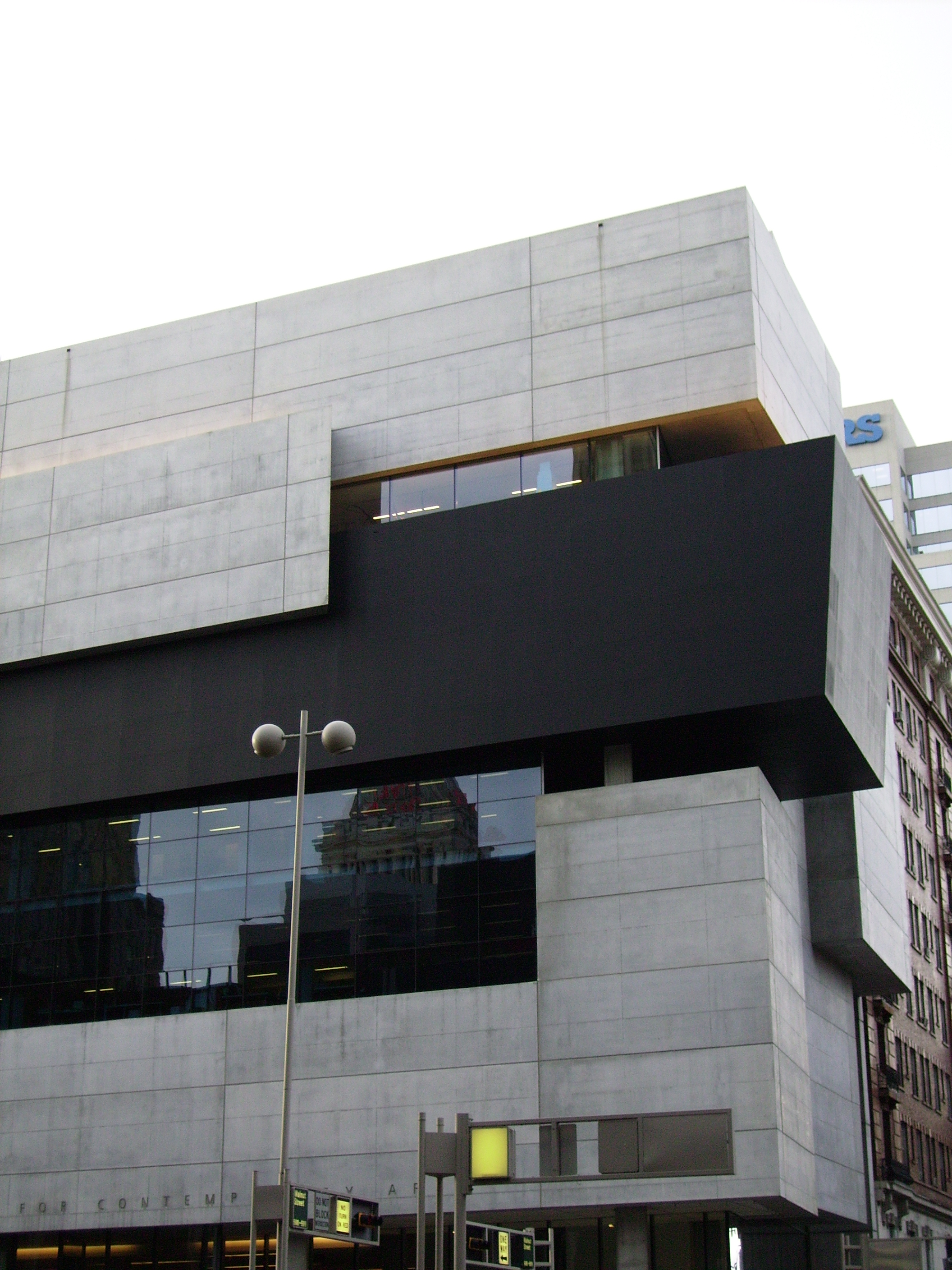
札哈·哈蒂：羅森塔當代藝術中心，位於辛辛那提 (2003)
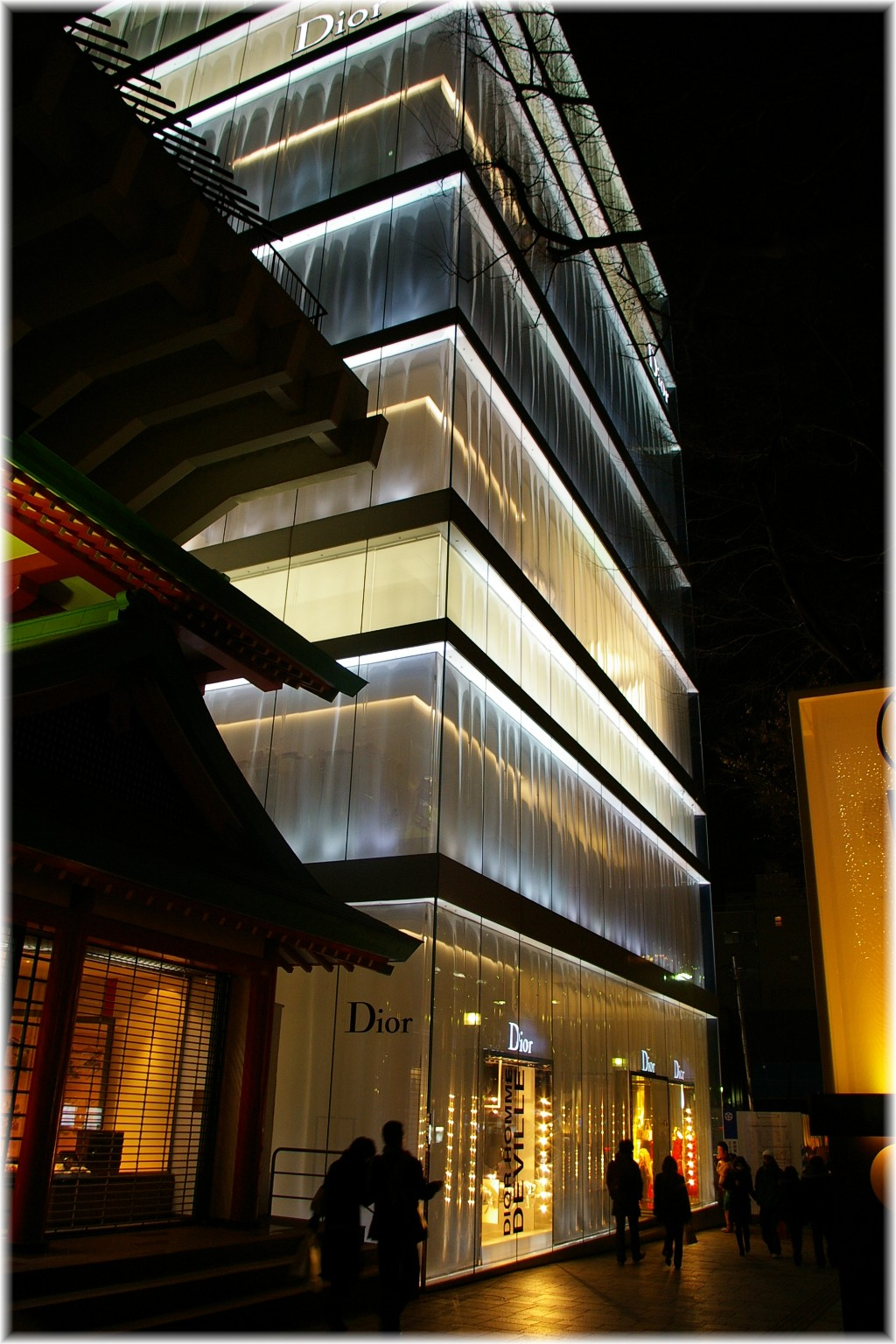
妹島和世：迪奧表參道大樓，位於東京 (2003)
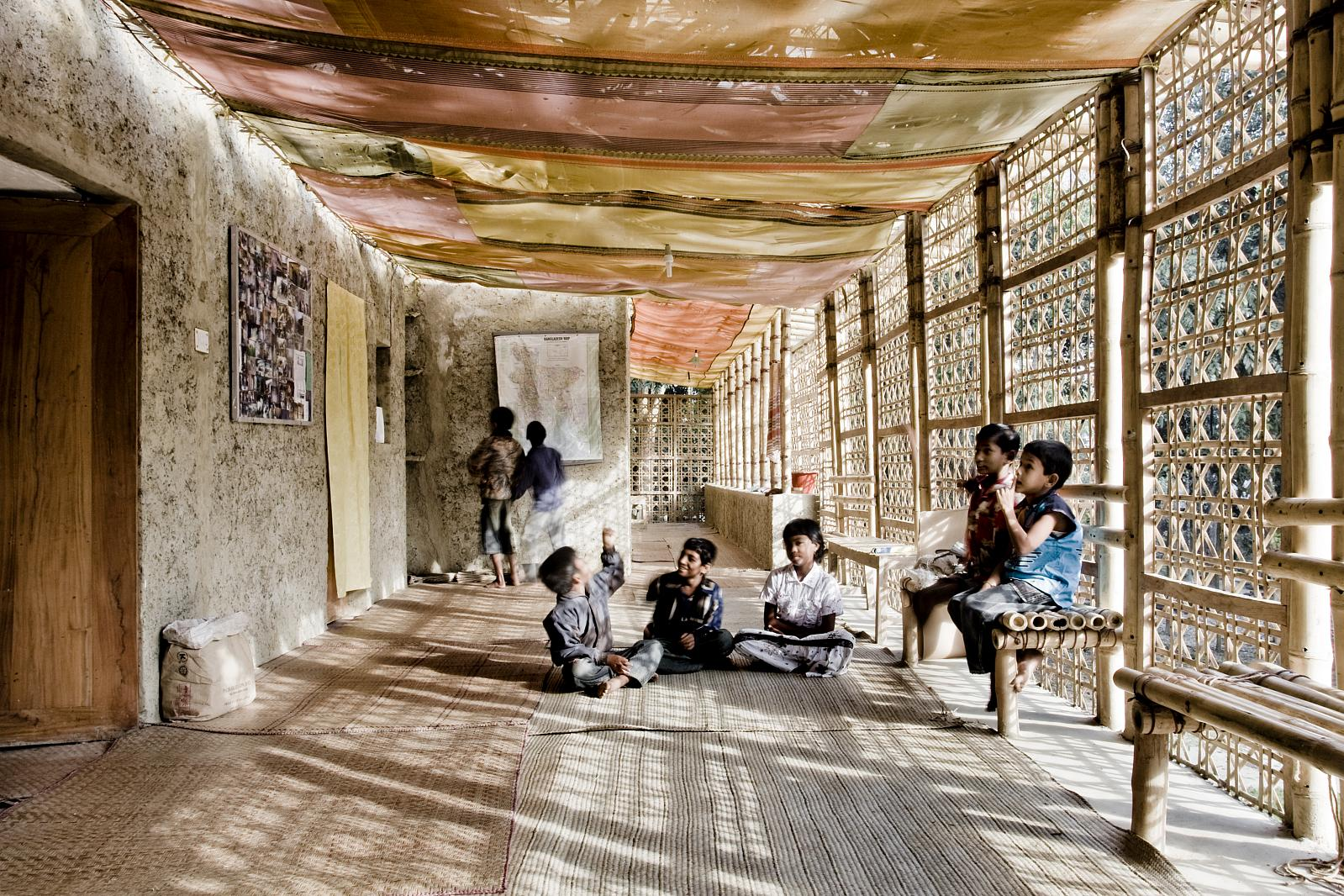
安娜·海林格：METI 學校，位於孟加拉 (2005)
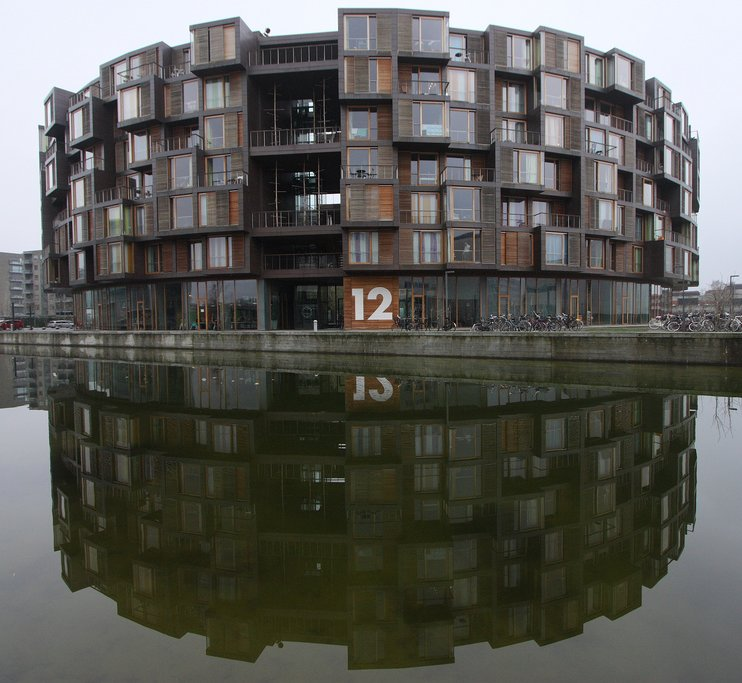
Lene Tranberg：蒂特根宿舍，位於哥本哈根 (2006)

## 晚近的統計數字
要取得可靠的統計數字評估女性在世界各地建築界的地位並不容易。可得的資料大多已經過時；某些資料透過邀請受訪者參與調查取得，無法保證取樣的完整性。
歐洲

歐洲建築師理事會 (Architects' Council of Europe) 在 2010 年舉行了一項涵蓋 33 個國家的調查，發現這個地理範圍內共有 52.4 萬名建築師，其中 31% 是女性。然而，女性在各國建築師中所佔的比例差異很大。女性建築師比例最高的國家分別是希臘 (57%)、克羅埃西亞 (56%)、保加利亞 (50%)、斯洛維尼亞 (50%) 和瑞典 (49%)；最低的是斯洛伐克 (15%)、奧地利 (16%)、荷蘭 (19%)、德國 (21%) 和比利時 (24%)。在義大利和德國工作的歐洲建築師總數超過 20 萬人，而女性建築師在這兩個國家所佔的比例分別為 30% 和 21%。
澳洲
2002 年在澳洲舉辦的一項研究顯示，該國建築院校內有 43% 的學生為女性，然而，該國建築從業者的女性比例從昆士蘭州的 11.6% 到維多利亞州的 18.2% 不等。較近的「澳洲建築業公平性和多元性」(Equity and Diversity in the Australian Architecture Profession) 調查取得的澳洲資料顯示，無論採取任何措施，這個專業中的女性都在不斷減少。二十多年來，有 40% 以上的澳洲建築院校畢業生均為女性，但僅有 20% 的澳洲註冊建築師為女性。   
南非
在 2016 年，南非的註冊建築專業人員僅有 21% 為女性。南非建築師協會 (South African Institute of Architects) 東開普分會舉辦的一項調查顯示，2014 年從納爾遜·曼德拉城市大學 (Nelson Mandela University) 建築系所畢業的學生只有 29% 是女性。 
英國
2000 年在英國進行的一項調查顯示，雖然該國建築院校中有 38% 的學生和 22% 的師資為女性，但只有 13% 的執業建築師為女性。該國營建專業人員薪資調查處 (Fees Bureau) 在 2010 年 11 月的資料顯示該國的專業建築師僅有 19% 為女性，和 2008 年相比下降了 5%。
美國
美國國家建築認證協會 (National Architectural Accrediting Board) 的 2009 年報告指出，該國建築院校畢業生有 41% 是女性，而美國建築師學會 2004 年全國聯合委員會報告 (National Associates Committee Report) 顯示持照的女性建築師占總持照建築師總數的比例為 20%。美國建築師學會在 2003 年進行的一項「建築界女性」(Women in Architecture) 研究發現，美國建築師事務所中有 27% 的員工為女性。2005 年在該會獲得美國建築師學會會士 (FAIA) 榮譽銜的會士團中，有 174 名為女性，2,199 名為男性，女性所佔比例大約為 8%。

## 外部連結
- 建築界的女性 （页面存档备份，存于）

## 延伸閱讀
1. ↑  . Digital-archives.ccny.cuny.edu. 1937-10-24  [2015-09-29]. （原始内容存档于2020-09-29）.
2. ↑  M. E. Aubry-Vitet, "Chenonceau" （页面存档备份，存于）, in Revue des deux mondes, no 69 (1867), p.855. （法語）
3. ↑  Waters, Clara Erskine Clement.  Public domain. Houghton, Mifflin. 1904: 63–.
4. ↑  John Millar The first woman architect （页面存档备份，存于）, The Architects' Journal, 11 November 2010. Retrieved 16 April 2012.
5. 1 2  Jay Merrick Elizabeth Wilbraham, the first lady of architecture （页面存档备份，存于）, The Independent, 16 February 2011. Retrieved 16 April 2012.
6. ↑  Paul Nettleingham, "Townley House in Ramsgate" （页面存档备份，存于）, Michaels Bookshop Ramsgate. Retrieved 16 April 2012.
7. ↑  St Mary's Church Wreay （页面存档备份，存于） (Accessed Sept 2012)
8. ↑  Uglow, Jenny (2012) The Pinecone, Faber and Faber
9. ↑  Bullen, J. B. (2001) Sara Losh: Architect, Romantic, Mythologist The Burlington Magazine, Vol. 143, No. 1184, Nov., pp. 676-684
10. ↑  "Gray, Sophia (Sophie) Wharton Myddleton" （页面存档备份，存于）, ArteFacts. Retrieved 16 April 2012.
11. ↑  "Mother Joseph", Architect of the Capitol （页面存档备份，存于）. Retrieved 16 April 2012.
12. ↑  "Louise Blanchard Bethune (1856-1913)" （页面存档备份，存于）, Women in Architecture (University of Illinois). Retrieved 16 April 2012.
13. ↑  Louise Blanchard Bethune (1856-1913 （页面存档备份，存于）, Women in Architecture (University of Illinois ). Retrieved 2011-11-14.
14. ↑  Maureen Meister. . University Press of New England. 4 November 2014: 235–. ISBN 978-1-61168-664-7.
15. ↑  Inge S. Horton, "Emily Williams: San Jose's First Woman Architect" （页面存档备份，存于）, Women Architects in Northern California, first published in Newsletter of PAC San Jose, Vol.17, No.4. Retrieved 16 April 2012.
16. ↑  "Women in Architecture" （页面存档备份，存于）, ARVHA. Retrieved 17 April 2012.
17. ↑  "Josephine Wright Chapman and Tuckerman Hall" （页面存档备份，存于）, Tuckermanhall.org. Retrieved 17 April 2012.
18. ↑  .   [August 3, 2018]. （原始内容存档于2021-09-25） （英语）.
19. ↑  . vcencyclopedia.vassar.edu.   [2018-08-04]. （原始内容存档于2021-06-14） （英语）.
20. ↑  . digital2.library.pitt.edu.   [2018-08-04]. （原始内容存档于2023-01-09） （英语）.
21. ↑  Geddes, Darryl. . Cornell Chronicle. Cornell University. 1 April 1997  [9 November 2021]. （原始内容存档于9 March 2018）.
22. ↑  Heilman, Wayne. . Colorado Springs Gazette. September 24, 2013  [September 23, 2015]. （原始内容存档于2015-09-25）.
23. ↑  . Colorado Springs Gazette.   [2016-01-07]. （原始内容存档于2015-09-25）.
24. ↑  Päivi Nikkanen-Kalt, "Female architects in Finland" （页面存档备份，存于）, ARVHA. Retrieved 23 April 2012
25. ↑  Karl Heinz Hoffmann and Anika Hakl, "Frauen und Häuser" 的存檔，存档日期2011-09-14., Hamburgisches Architekturarchiv der Hamburgischen Architektenkammer. （德語） Retrieved 18 April 2012.
26. ↑  "Perustaminen: Nainen arkkitehtina" Archive.today的存檔，存档日期2012-07-20, Architecta. （芬蘭語） Retrieved 18 April 2012.
27. ↑  "Lönn, Wivi (1872 - 1966)" （页面存档备份，存于）, Biografiakeskus. Retrieved 17 April 2012.
28. ↑  "Hilda Hongell" Archive.today的存檔，存档日期2012-08-04, Mariehamns stad. （瑞典語） Retrieved 16 April 2012.
29. ↑  "Woman Invades Field of Modern Architecture" （页面存档备份，存于）, The New York Times, November 17, 1907. Retrieved 17 April 2012
30. ↑  Allaback, Sarah, 1965-. . Urbana. 2008. ISBN 9780252033216. OCLC 167518574.
31. ↑  "Mary Rockwell Hook" （页面存档备份，存于）, International Archive of Women in Architecture. Retrieved 17 April 2012.
32. ↑  "Noted Architect Dead. E. L. Masqueray Was Chief of Design of St. Louis Exposition" （页面存档备份，存于）, New York Times, May 27, 1917. Retrieved 17 April 2012.
33. ↑  Joy Wallace Dickinson, "Roberts brought Wright style to region's landmark buildings" （页面存档备份，存于）, Orlando Sentinel, September 11, 2011. Retrieved 17 April 2012.
34. ↑  "Sophia Hayden Bennett" （页面存档备份，存于）, Mit.edu. Retrieved 17 April 2012.
35. ↑  Willis, Julie and Bronwyn Hanna, Women Architects in Australia 1900-1960, Royal Australian Institute of Architects, 2000
36. ↑  Hanna, Bronwyn Hanna "Absence and Presence, A Historiography of Early Women Architects in New South Wales"[永久], PhD, University of New South Wales, 1999. Retrieved 16 April 2012.
37. ↑  Ludlow, Christa. . . Australian Dictionary of Biography (Melbourne University Press). 1990  [2007-09-07]. （原始内容存档于2011-06-12）.
38. ↑  "Lilla Hansen" （页面存档备份，存于）, Store Norske Leksikon. （挪威語） Retrieved 18 April 2012.
39. ↑  "Emilie Winkelmann, Architektin" （页面存档备份，存于）, Lexikon: Charlottenburg-Wilmersdorf von A bis Z, Berlin.de. （德語） Retrieved 17 April 2012.
40. ↑  . ZEIT ONLINE.   [2018-05-25]. （原始内容存档于2021-04-17） （德语）.
41. ↑  "Alexander Nevsky Church in Belgrade" （页面存档备份，存于）, Nothing Against Serbia. Retrieved 18 April 2012.
42. ↑  "One su bile prve: Jelisaveta Načić, prva žena u državnoj službi Srbije" Archive.today的存檔，存档日期2012-08-02, Kulturni centar Beograda. （塞爾維亞語）. Retrieved 18 April 2012.
43. ↑  "Margarete Schütte-Lihotzky, Biographie" （页面存档备份，存于）, k-faktor.com. （德語） Retrieved 17 April 2012.
44. ↑  "Rudolf Steiger", Sammlungen Aarchive, Zürcher Hochschule der Künste
45. ↑  "Steiger-Crawford, Flora" （页面存档备份，存于）, Dictionnaire historique de la Suisse. （法語） Retrieved 18 April 2012.
46. ↑  Sumita Sinha, "Diversity in Architectural Education: Teaching and learning in the context of Diversity" （页面存档备份，存于）, Women in Architecture. Retrieved 18 April 2012.
47. ↑  Lynne Walker, "Golden Age or False Dawn? Women Architects in the Early 20th century" （页面存档备份，存于）, English-heritage.org. Retrieved 18 April 2012.
48. ↑  "Edith Mary Wardlaw Burnet Hughes (née Burnet)" （页面存档备份，存于）, Dictionary of Scottish Architects. Retrieved 18 April 2012.
49. ↑  Richardson, Albert. . The Builder. 22 April 1932, 142: 718.; quoted in Walker (1999: 257)
50. ↑  . Architectural Association Journal. March 1918.
51. ↑  . RIBAJournal. April 1975.
52. 1 2  Kathryn H. Anthony, "Designing for Diversity: Gender, Race, and Ethnicity in the Architectural Profession", University of Illinois Press (2001), p. 56 et seq., ISBN 0-252-02641-1 (online here ).
53. ↑  Anthony, p. 56.
54. ↑  Forsyth, Ann. . Journal of Architectural Education. 2006-09-27, 60 (2): 63–65. S2CID 111344884. doi:10.1111/j.1531-314X.2006.00082.x.
55. ↑  Anthony, p. 56-57.
56. ↑  "Internet exhibition on Alvar Aaltos Villa Mairea" （页面存档备份，存于）, Alvar Aalto. Retrieved 21 April 2012.
57. ↑  David Sokol, "Breaking the Modernist Mold: Raili Pietilä reflects on a life of design with her husband, Reima, and the new exhibition that examines the Pietilä legacy" （页面存档备份，存于）, Metropolismag.com, 24 April 2008. Retrieved 22 April 2012.
58. ↑  "Inger Exner" （页面存档备份，存于）, Dansk Kvindebiografisk Leksikon. （丹麥語） Retrieved 21 April 2012.
59. ↑  "Charlotte Perriand, Architect + Furniture Designer (1903-1999)" （页面存档备份，存于）, Design Museum. Retrieved 22 April 2012.
60. ↑  "Maria José Marques da Silva", University of Porto Famous Alumni. Retrieved 22 April 2012.
61. 1 2  "Die Frau an seiner Seite. Verleihung der AIV-Ehrenplaketten in Köln" （页面存档备份，存于）, Baunetz. （德語） Retrieved 22 April 2012.
62. ↑  "Großer BDA-Preis" （页面存档备份，存于）, BDA. （德語） Retrieved 22 April 2012.
63. ↑  "Then and Now: 'Old Gray Heads,' part two -- Elizabeth Close" 的存檔，存档日期2017-07-30., University of Minnesota Press. Retrieved 22 April 2012.
64. ↑  Paul Kruty, Walter Burley Griffin, University of Illinois at Urbana-Champaign.
65. ↑  Lynn Becker, "Frank Lloyd Wright's Right-Hand Woman" （页面存档备份，存于）, Repeat. Retrieved 22 April 2012.
66. ↑  "Beyond architecture: Marion Mahony and Walter Burley Griffin" （页面存档备份，存于）, Power House Museum. Retrieved 22 April 2012.
67. ↑  Fred A. Bernstein, "Rediscovering a Heroine of Chicago Architecture" （页面存档备份，存于）, New York Times, January 1, 2008. Retrieved 22 April 2012.
68. ↑  Willis, J. 2012 "Shaw, Mary Turner" in P.Goad and J.Willis "The Encyclopedia of Australian Architecture, Cambridge University Press, New York, p.624
69. ↑  Harvard News Office. "Harvard Gazette: Architect to receive Radcliffe Medal". harvard.edu. Archived from the original on 3 March 2016. Retrieved 25 February 2015.
70. ↑  Rendell, Jane; Penner, Barbara; Borden, Iain. . London; New York: Routledge. 2000-01-01: 229, 263  [2023-01-09]. ISBN 9780203449127. （原始内容存档于2021-04-17）.
71. ↑  Stuart Jeffries, "The Saturday interview: architect Amanda Levete" （页面存档备份，存于）, The Guardian (London), April 9, 2011. Retrieved 2012-04-23.
72. ↑  Grice, E. "My greatest regret is that I didn't make peace with him in life" （页面存档备份，存于）, The Daily Telegraph, 11 March 2009. Retrieved 2012-04-23.
73. ↑  . First Impressions. Georgia Tech Alumni Magazine.   [26 December 2013]. （原始内容存档于2005-02-21）.
74. ↑  . BBC News (Bbc.com). 2015-09-24  [2015-09-24]. （原始内容存档于2017-08-17）.
75. ↑  "Announcement: Zaha Hadid Becomes the First Woman to Receive the Pritzker Architecture Prize" （页面存档备份，存于）, The Pritzker Architecture Prize. Retrieved 18 April 2012.
76. ↑  Jonathan Glancey and Dan Chung, "Zaha Hadid's Guangzhou Opera House – in pictures" （页面存档备份，存于）, The Guardian, 1 March 2011. Retrieved 18 April 2012.
77. ↑  "London Aquatics Centre" （页面存档备份，存于）, Zaha Hadid Architects. Retrieved 18 April 2012.
78. ↑  "Announcement: Architectural Partners in Japan Become the 2010 Pritzker Architecture Prize Laureates" （页面存档备份，存于）, The Pritzker Architecture Prize. Retrieved 18 April 2012.
79. ↑  "Nine projects receive 2007 Aga Khan Award for Architecture" 的存檔，存档日期2016-03-03., Aga Khan Development Network. Retrieved 12 March 2012.
80. ↑  "Lene Tranberg" （页面存档备份，存于）, KVINFO. （丹麥語） Retrieved 19 April 2012.
81. ↑  . Inside Outside. 10 June 1992.
82. ↑  "The Architectural Profession in Europe 2010"[], Architects' Council of Europe. Retrieved 24 April 2012.
83. ↑  . archiparlour.org.   [2015-11-17]. （原始内容存档于2015-09-10）.
84. ↑  Matthewson, Gill; Clark, Justine. . archiparlour.org. 2013-09-14  [2015-11-17]. （原始内容存档于2015-11-17）.
85. ↑  Matthewson, Gill. . archiparlour.org. 2013-01-29  [2015-11-17]. （原始内容存档于2015-11-17）.
86. ↑  Matthewson, Gill. . archiparlour.org. 2013-01-26  [2015-11-17]. （原始内容存档于2015-11-17）.
87. ↑  Matthewson, Gill. . archiparlour.org. 2013-02-10  [2015-11-17]. （原始内容存档于2015-11-17）.
88. ↑  . Property24. 25 August 2016  [2018-10-01]. （原始内容存档于2020-03-03）.
89. ↑  Karen Burns, "Women in architecture" （页面存档备份，存于）, ArchitectureAU. Retrieved 24 April 2012.
90. ↑  Chrissi McCarthy, "Alarm as number of women architects falls for first time in nearly a decade"[], Constructing Equality, 11 November 2010. Retrieved 24 April 2012.
91. ↑  Alexis Gregory, "Calling All Women: Finding the Forgotten Architect" （页面存档备份，存于）, AIArchitect, November 12, 2009. Retrieved 24 April 2012.
92. ↑  Kaplan, Victoria. . Lanham, Md.: Rowman & Littlefield. 2006: 26. ISBN 978-0742545830.